# Western Music
Als Western Music oder Cowboy-Musik wird eine Musikrichtung bezeichnet, die, teils romantisch verklärend, die Eroberung des amerikanischen Westens und das Leben der Cowboys zum Inhalt hat. Ihre Anfänge gehen bis in die Zeit der großen Viehtriebe („Trails“) in der zweiten Hälfte des 19. Jahrhunderts zurück. Mit dem zunehmenden Interesse eines breiten Publikums für diese Epoche, besonders für die Figur des Cowboys, entwickelte sie sich Anfang des 20. Jahrhunderts zu einer massentauglichen Musikrichtung und erreichte ihren Höhepunkt während der dreißiger und vierziger Jahre in Gestalt von Hollywoods Singing Cowboys.
Aufgrund ihres prägenden Einflusses auf die Country-Musik wird die Western Music als eine ihrer Unterkategorien angesehen. Dies ist nicht zuletzt auf den in der Vergangenheit vom amerikanischen Billboard-Magazin verwendeten Begriff Country & Western zurückzuführen.

## Entwicklung

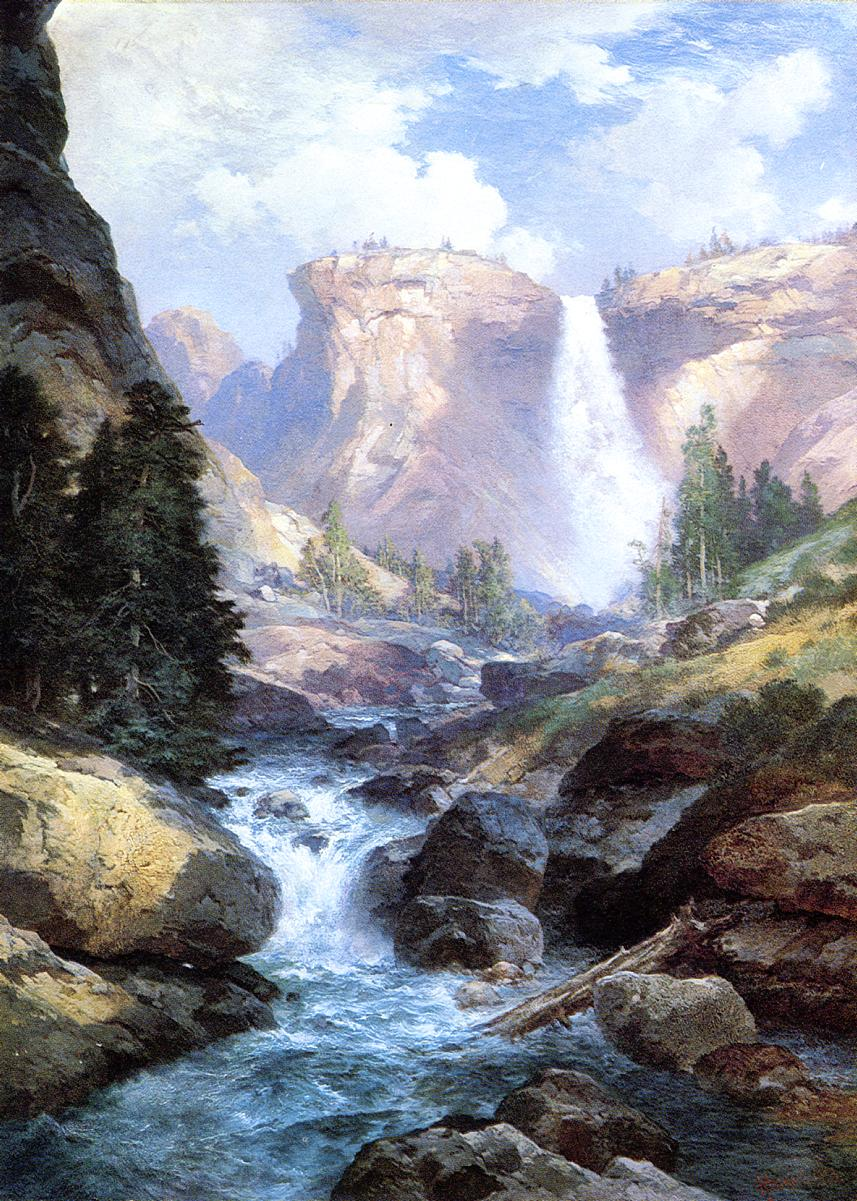
Thomas Moran, Under the Red Wall Grand Canyon of Arizona

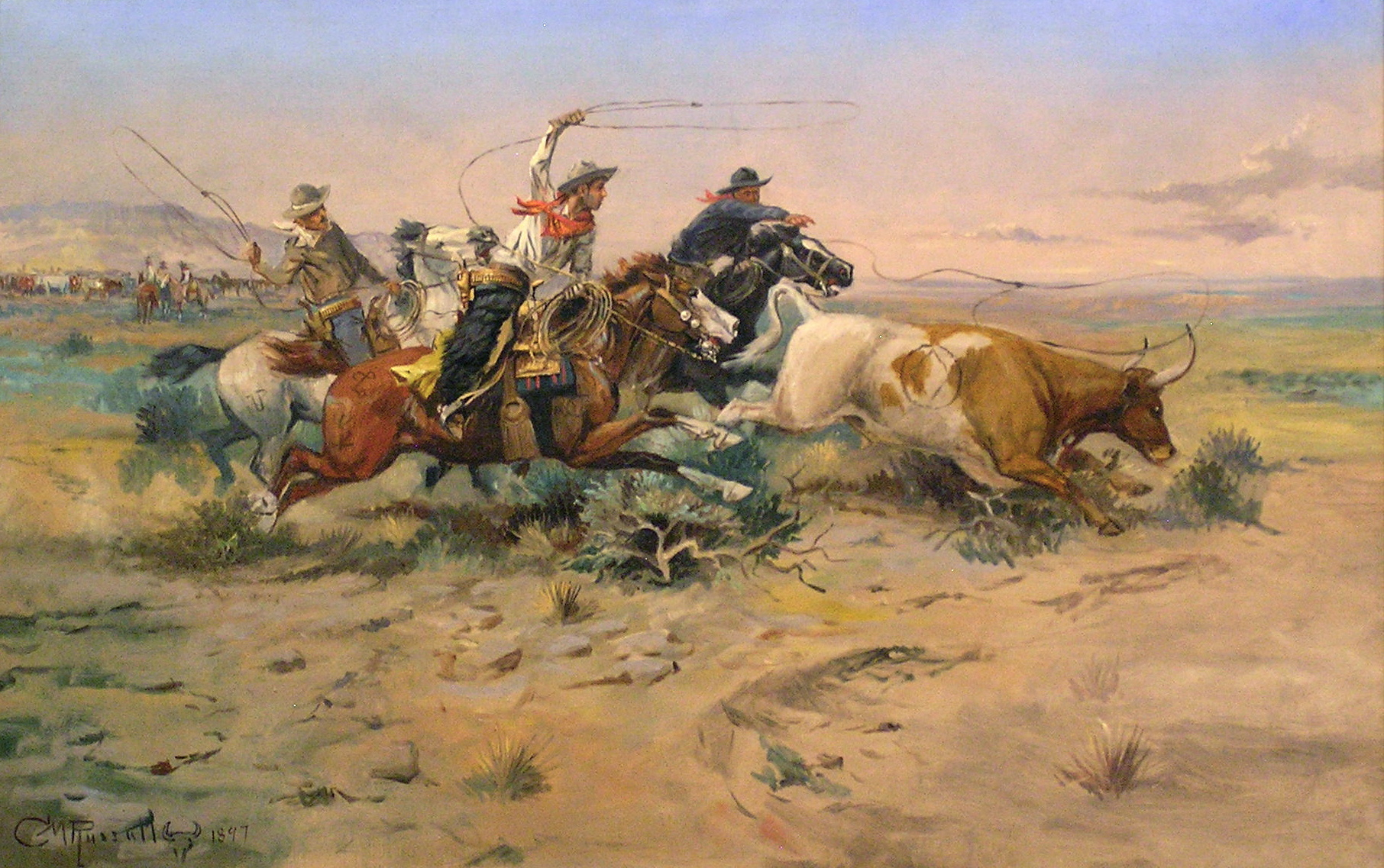
Charles M. Russell, The Herd Quitter (1897)

Western Music kann im weitesten Sinne definiert werden als „die westlich des Mississippi entstandene, auf volkstümlicher Überlieferung basierende Musik von im Bereich der Rohstoffgewinnung und der Viehzucht tätigen Gruppen, wie Pelzjägern, Bergleuten, Holzfällern, Gesteinshauern und umherziehenden Viehtreibern, die den amerikanischen Westen vor der Ankunft der Ackerbau betreibenden Siedlern bewohnt haben“. Nach einer anderen, weniger weit gefassten Definition handelt es sich dabei einfach um „Lieder, die Leben und Arbeit und den geographischen Schauplatz des amerikanischen Cowboys feiern.“
Diese Definitionen kennzeichnen auch die beiden Stilrichtungen des Genres: Zum einen die Lieder der „echten“ Cowboys und anderer regionaler Gruppen, die in der zweiten Hälfte des 19. Jahrhunderts entstanden sind, zum anderen die Musik der Singing Cowboys, die in den 1930er-Jahren die Radios und Kinos eroberten. Während sich erstere durch einfache Melodien auszeichnen und das einfache Leben der Cowboys thematisieren, wurden letztere von professionellen Songschreibern komponiert und orientieren sich an der populären Musik der damaligen Zeit, teilweise auch am Jazz. Außerdem zeichnen sie ein romantisches Bild der Cowboys und schildern oft die Schönheit des amerikanischen Westens. In der Literatur sind diese Lieder darum auch mit Bildern von Albert Bierstadt oder Thomas Moran verglichen worden, während die ursprünglichen Lieder eher den realistischeren Bildern von Charles M. Russell ähneln sollen. Don Edwards, ein moderner Vertreter des frühen Stils, bezeichnet diesen auch als cowboy folk music, die er sowohl inhaltlich als auch stilistisch klar vom späteren, eher verklärenden Stil abgrenzt.
Ebenso unterschieden sich die frühen Lieder der Cowboys deutlich von den Vorläufern der Hillbilly- bzw. Old-Time Music, die zeitgleich im Südosten der USA entstanden. Sowohl stilistisch als auch inhaltlich gab es zunächst wenig Gemeinsamkeiten, wobei die Grenzen mit der Zeit verwischt wurden: „While there was little musical or textual connection between cowboy songs and southern mountain tunes, the two would later be lumped together under the commercial designation Country and Western music.“
Einige Lieder, die heute als Western- oder gar Cowboy-Songs gelten, sind bereits vor 1850 entstanden und haben keinen direkten Bezug zu den Cowboys. So entstanden bspw. Sweet Betsy from Pike und Oh My Darling, Clementine bereits während des kalifornischen Goldrauschs; bei Oh! Susanna handelt es sich um einen Minstrel-Song von Stephen Collins Foster aus dem Jahr 1848. Gleichwohl sind alle drei in den von den Western Writers of America zusammengestellten Top 100 Western Songs enthalten.
Möglicherweise das erste Lied überhaupt, das einen romantisierten Westen zum Thema hat, ist The Blue Juniata von Marion Dix Sullivan, 1844 erstmals veröffentlicht und einer der erfolgreichsten „parlor songs“ (d. h. ein Lied, das in den Salons der vornehmen Gesellschaft gesungen wurde) des 19. Jahrhunderts. Der Juniata River ist ein Fluss in Pennsylvania, wobei damals alles jenseits der Appalachen als „der Westen“ galt. Nach Ansicht des Musikhistorikers Douglas B. Green taucht hier erstmals ein idealisierter Westen auf, der als Gegenpol zu einer hektischen Zivilisation geschildert wird, und – verknüpft mit einem „bold frontier hero“, hier in Gestalt eines indianischen Liebespaares – das Setting des Singenden Cowboys vorwegnimmt.

### Die Lieder der historischen Cowboys

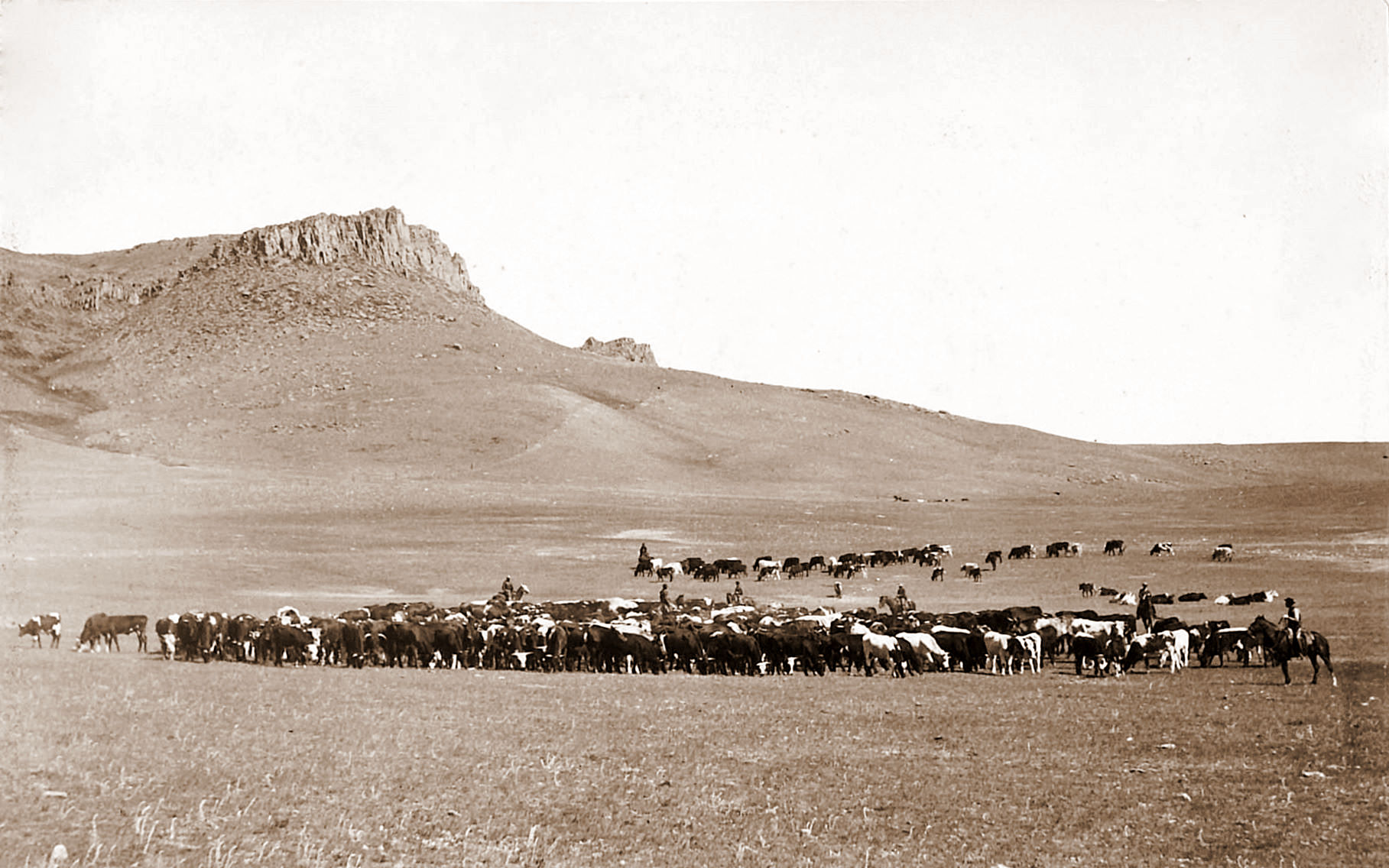
Viehtrieb in Montana, ca. 1890

In der Zeit nach dem Sezessionskrieg herrschte im Osten der USA eine große Nachfrage nach Rindfleisch, während es insbesondere in Texas große Rinderherden gab, die teilweise noch auf die spanischen Konquistadores zurückgingen. Wagemutige Rancher begannen daher, ihre Herden durch Texas und das Indianerland im heutigen Oklahoma nach Kansas zu treiben, wo in den sog. „cow towns“ wie Abilene oder Dodge City Umschlagplätze mit großen Verladebahnhöfen entstanden. Die Männer, die mit den Herden ritten, nannte man „cowboys“.
Nach einer verbreiteten Vorstellung sangen diese Cowboys den Rindern Lieder vor, um sie tagsüber in Marsch zu setzen und nachts zu beruhigen. Vor allem letzteres soll so verbreitet gewesen sein, dass die Nachtwache auch als „singing to ’em“ bezeichnet wurde. Es soll sogar Ranches gegeben haben, die nur Cowboys beschäftigten, die singen konnten. Es gibt zahlreiche Berichte von Augen- bzw. Ohrenzeugen, die schildern, dass der Klang der menschlichen Stimme beruhigend auf die Tiere wirkte, und auf diese Weise Stampeden verhindert bzw. durchgegangene Herden beruhigt wurden. Andererseits hat Jack Thorp, der 1908 mit Songs of the Cowboys erstmals einen Band mit Cowboy-Songs veröffentlicht hat, erklärt, er habe über einen Zeitraum von 50 Jahren hinweg bei vielen Nachtwachen nur selten irgendeine Art von Gesang gehört.
Unabhängig davon, ob die Cowboys nun tatsächlich ihren Tieren vorgesungen haben oder nicht, ist jedenfalls anerkannt, dass sich überall dort, wo Männer über einen längeren Zeitraum und unter besonderen Umständen isoliert waren, eine Gesangstradition mit Liedern über diese Männer und ihre Arbeit entwickelt hat, so bspw. bei Seeleuten, Holzfällern, Bergarbeitern etc. Es sei daher anzunehmen, dass in Perioden der Isolation und Langeweile jeder Mann, der mit irgendeiner anderen Form der Unterhaltung als Kartenspielen aufwarten konnte, eine willkommene Abwechslung lieferte. „Zweifellos“ sollen sich daher die Kreativeren unter den Cowboys in den Schlafbaracken und Camps die Gedichte ausgedacht haben, aus denen in Verbindung mit altbekannten Melodien die Cowboy-Songs wurden.

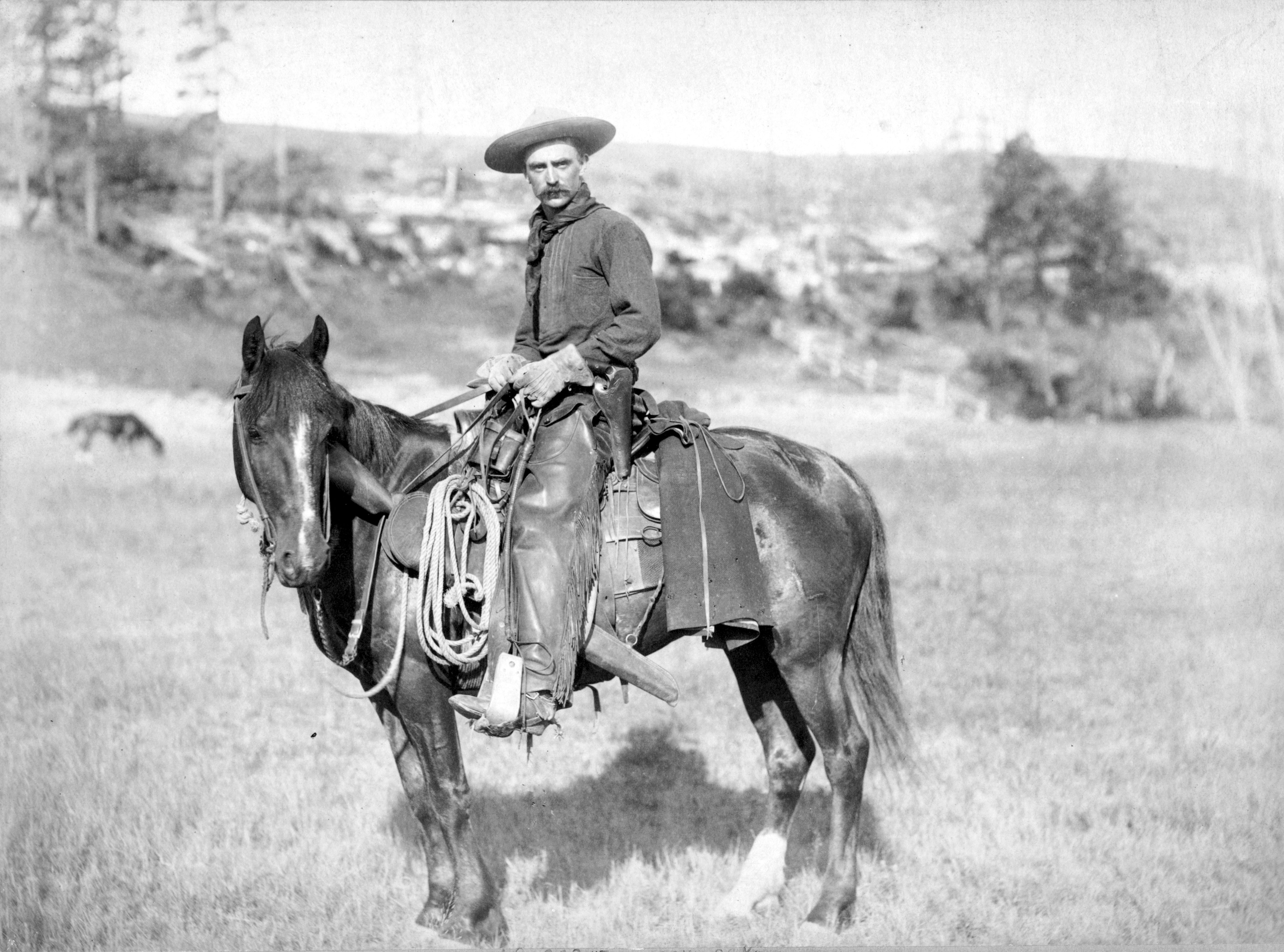
Ein „echter“ Cowboy, ca. 1888

Zunächst aber sangen die Cowboys Lieder, die sie von früher kannten, bspw. Kirchenlieder oder Minstrel-Songs. Bereits während des Kriegs hatte es verschiedene Liederbücher im Taschenformat gegeben, die die Soldaten mit sich führen konnten, und die eine bunte Mischung aus verschiedenen Stilen enthielten: neben schottischen oder irischen Balladen und Minstrel-Songs auch patriotische und sentimentale Lieder.
Bis zum Jahr 1870 hatte sich aber auch ein eigenes Liedgut der Cowboys entwickelt. Zum einen wurden bekannte Lieder aus der „alten Welt“ umgeschrieben: So lässt sich etwa „Streets of Laredo“, auch bekannt als The Cowboy’s Lament, das von einem sterbenden Cowboy erzählt, auf das englische Volkslied The Unfortunate Rake (ca. 1790) zurückführen, das von einem Soldaten handelt, der an Syphilis stirbt. Das Seemannsgedicht The Ocean-Buried (auch The Ocean-Burial, ca. 1839) wurde zu Bury Me Not on the Lone Prairie, auch bekannt als The Dying Cowboy, indem man den Text „Bury me not in the deep, deep sea, where the dark blue waves will roll over me“ in „Bury me not on the lone prairie, where the wild coyote will howl over me, where the buffalo roams the prairie sea“ änderte.
Zum anderen entstanden auch neue Lieder, die das raue und einsame Leben der Cowboys zum Inhalt hatten: ihre alltägliche Arbeit, Rituale und selbstgesponnenen Geschichten. Diese Lieder konzentrierten sich eher auf das Verhältnis zwischen den Cowboys und der Natur als auf das Verhältnis zwischen den Cowboys und der Gesellschaft oder zu Frauen innerhalb der Gesellschaft. Die Leere, die sich aus ihrer Isolation ergab, füllten die Cowboys mit der Natur und ihrer Arbeit: Ebenso wie die Holzfäller von den Wäldern und ihrem Handwerkszeug sangen, sangen die Cowboys eben vom Trail und den Herden. Und beide sangen von den Launen der Natur. Daneben wurden aber auch nicht arbeitsbezogene Themen wie Outlaws und Indianer verarbeitet, es gab aber auch Lieder mit obszönen Texten, die „nichts der Vorstellung überließen“.
Stilistisch handelt es sich um einfach strukturierte Lieder, die ohne große Ausschmückungen eine Geschichte erzählen. Insofern ähneln sie den Liedern der Holzfäller und Bergleute. Da es für die Cowboys schwierig war, während eines Viehtriebs Instrumente mitzuführen, war der Gesang meist unbegleitet. Oft wurden aber auch kleine Instrumente wie Mundharmonikas oder Maultrommeln benutzt, auch eine Fiddle konnte in der „bedroll“, einem Vorläufer des Schlafsacks transportiert werden. Zu Hause in den Schlafbaracken wurden später auch Gitarren, Mandolinen und Banjos verwendet. Die ersten Aufnahmen des überlieferten Liedguts, die Mitte der 1920er Jahre – teilweise von ehemaligen Cowboys – gemacht wurden, weisen ebenfalls eine spärliche Instrumentation auf, die meist nur aus Fiddle und/oder Gitarre besteht.
Die Lieder verbreiteten sich zunächst von Ranch zu Ranch, wenn bspw. ein neu eingestellter Cowboy die Lieder seiner alten Arbeitsstätte mitbrachte. Dabei entwickelten sich mit der Zeit immer neue Strophen und Variationen, so dass nach und nach ein umfangreiches Liedgut entstand. Ab ca. 1870 wurden aber auch Liedtexte und Gedichte in Zeitungen veröffentlicht, vor allem im Gebiet der Great Plains und in den westlichen Bundesstaaten, aber auch in einigen landesweiten Zeitschriften.
Die Melodien für die neu erdachten Lieder entnahmen die Cowboys oft traditionellen oder damals beliebten Liedern. Ein Beispiel hierfür ist die Entstehungsgeschichte des ersten großen Hits des Genres. 1893 erschien das Gedicht After the Roundup von D. J. O’Malley, das von den Cowboys zunächst zu zwei unterschiedlichen Melodien gesungen wurde, dem schwungvollen Little Old Log Cabin in the Lane und dem langsamen After the Ball. Gute 30 Jahre später wurde es schließlich in seiner endgültigen Form unter dem Titel When the Work’s All Done This Fall ein großer Erfolg für Carl T. Sprague.
Eines der bekanntesten Lieder geht auf ein 1872 erstmals veröffentlichtes Gedicht zurück: Home on the Range, von Roy Rogers als die „Nationalhymne der Cowboys“ bezeichnet, ist ein frühes Beispiel für die romantische Verklärung des Westens und stellt gewissermaßen die „Ausnahme, die die Regel bestätigt“, dar.

### Anfänge
Im gleichen Maße, wie die Bedeutung der echten Cowboys mit Beginn des 20. Jahrhunderts immer mehr abnahm, nahm das Interesse der breiten Öffentlichkeit an ihrem Leben und ihrer Epoche zu. Es entstanden unzählige Legenden und Geschichten, die die Eroberung des Westens stark glorifizierten. Dazu hatte unter anderem die Wild West Show von William Cody, genannt Buffalo Bill, beigetragen, die seit 1883 auch den Menschen im Osten der USA und sogar in Europa den Westen nahegebracht hatte.
Seit Ende des 19. Jahrhunderts erschienen auch immer mehr Groschenromane, sogenannte Dime Novels, die das Leben der Cowboys thematisierten. 1902 erschien der Roman The Virginian von Owen Wister. Er gilt als erster echter literarischer Westernroman und prägte das Bild des aufrechten Cowboys, das sich seitdem in den Köpfen der Menschen festgesetzt hat. Zudem erschienen zu dieser Zeit einige Sammelbände mit Cowboy-Liedgut, die reißenden Absatz fanden: Songs of the Cowboy (1908) von Nathan Howard Thorpe und Cowboy Songs and other Frontier Ballads (1910) von John Lomax. Dessen Sohn Alan setzte diese Tradition bis in die 1960er Jahre fort.
Als der erste, der kommerzielle Aufnahmen dieser authentischen Lieder gemacht hat, gilt der Schreibmaschinen-Vertreter Bentley Ball. Er hatte schon während seiner Verkaufsvorführungen Lieder aus verschiedenen Themenbereichen zum Besten gegeben und schließlich einige davon aufgenommen, darunter Jesse James und The Dying Cowboy, die 1919 vom Label Columbia als „genuinely thrilling ‘ballads’ of Cowboy life in frontier days“ beschrieben wurden. Allerdings waren Balls Aufnahmen wenig authentisch, zumal sie für ein „kultiviertes“ Publikum gedacht waren, und er in einem gestelzten und gekünstelten Stil sang. Ball verwendete den von Lomax überlieferten Text, änderte jedoch die vermeintlich anstößige Beschreibung von Jesse James’ Mörder Robert Ford als „dirty little coward“ in „mean little coward“.
Zum endgültigen Durchbruch der Western Music kam es im Oktober 1925, als Carl T. Spragues Aufnahme von When the Work’s All Done this Fall veröffentlicht wurde. Zwar hatte Fiddlin’ John Carson das schon Ende des 19. Jahrhunderts entstandene Lied bereits im März 1924 unter dem Titel Dixie Cowboy aufgenommen, zum überwältigenden Erfolg wurde aber erst Spragues Version. Sie verkaufte sich mehr als 900.000 Mal, eine für die damalige Zeit sensationelle Anzahl. Sprague hatte als Jugendlicher auf der elterlichen Ranch gearbeitet und auch an Viehtrieben teilgenommen, und dort die alten Lieder der Cowboys gelernt. Sein Gesang unterschied sich noch deutlich von den ausgefeilten Darbietungen der späteren Singenden Cowboys, was ihm aber gerade eine gewisse Authentizität verlieh. Letztendlich gilt Spragues Erfolg als Meilenstein, der ein breites Interesse an kommerziellen Aufnahmen aus diesem Bereich hervorrief.
Zu einem Wendepunkt kam es 1929, als Jimmie Rodgers erstmals Cowboy-orientierte Lieder aufnahm. Rodgers hatte seit 1927 mit dem Blue Yodeling große Erfolge gefeiert und sich auch zu Werbezwecken als Cowboy fotografieren lassen. Als einer der ersten schilderte er den Cowboy als einsamen, aber freien Mann, der – umgeben von blühenden Kakteen oder unter einem wunderschönen Mond – über die Prärie reitet. Don Edwards zufolge kann er deshalb trotz seines Schwerpunkts im Bereich der Old-Time Music als Begründer der modernen Western Music gelten: „Most of us who are familiar with what Jimmie Rodgers did, agree by now that he was the guy, even having been the ‘The Singing Brakeman’ and ‘The Blue Yodeler’ from Mississippi, who really created this western genre. Because with his early recordings of ‘When the Cactus is in Bloom’, ‘Cow Hand’s Last Ride’ and all of those songs – he was the one the others picked up on; he first went at it from a more romantic sense.“
In Rodgers’ Yodeling Cowboy (1929) taucht neben dem Ritt in den Sonnenuntergang, den heulenden Kojoten und dem Revolver an der Seite auch die Textzeile „Where a man is a man and a friend is a friend“ auf, die später leicht abgewandelt („Out where a friend is a friend“) in Ray Whitleys Back in the Saddle again erscheint. Letzteres wurde in Gene Autrys Version zu einem der größten Hits des Genres. Im Laufe der Zeit wurde die Thematik auch von anderen Musikern aus der Hillbilly-Szene aufgegriffen. Aufgrund des schlechten Images, das der Hillbilly hatte, suchten die Künstler aus diesem Bereich nach einer angeseheneren und moderneren Alternative. Bevor sich Mitte der 1940er Jahre der neutrale Begriff „Country“ durchsetzte, griffen sie daher gerne auf zwei romantisch verklärte Gruppen zurück, den Mountaineer und den Cowboy. Abgesehen davon, dass beide „colorful“ und exotisch waren, verkörperten sie „ur-amerikanische“ Werte wie Freiheit, Unabhängigkeit, Heldentum und Furchtlosigkeit. Diese Assimilation hat die gesamte Country-Musik geprägt und ihr Gesicht verändert. Bis heute sind Cowboystiefel und -hut das bevorzugte Outfit vieler Country-Sänger geblieben, auch wenn sie thematisch wenig damit zu tun haben.

### Wendepunkte
Als weiterer Wendepunkt und Meilenstein des Genres kann die Gründung der Sons of the Pioneers durch Roy Rogers, Tim Spencer und Bob Nolan im Jahre 1933 gelten. Bereits ihr erster großer Hit Way Out There beinhaltete einen markanten dreistimmigen Jodler, der ihr Markenzeichen werden sollte. Mit ihrem drei- bzw. später auch vierstimmigen Harmoniegesang und Jodeleinlagen definierte die Band den typischen Sound, der bis heute mit der Musik des Westens und des singenden Cowboys in Verbindung gebracht wird. Zahlreiche zeitgenössische Gruppen wie Foy Willing & The Riders of the Purple Sage, aber auch moderne Cowboy-Bands wie Riders in the Sky oder Sons of the San Joaquin wurden vom Stil der Sons of the Pioneers beeinflusst.
Der Einfluss, den die Sons of the Pioneers auf das sich entwickelnde Genre ausübten, beschränkte sich jedoch nicht auf den Stil. Während Carl T. Sprague noch vom harten Leben (The Cowboy) und Sterben der Cowboys gesungen hatte, vollzogen sie endgültig die Wende von mehr oder weniger authentischen Beschreibungen zur Verklärung und Glorifizierung, die fortan das Genre prägen sollten. Vor allem Lieder aus der Feder von Bob Nolan wie Tumbling Tumbleweeds gehören noch heute zum Standard-Repertoire jeder Cowboy-Band. Gleiches gilt für den Songwriter Billy Hill (1899–1940). Alle großen Stars des Genres haben seine Kompositionen wie Call of the Canyon oder Empty Saddles aufgenommen. Daneben hat er für so unterschiedliche Künstler wie Jimmie Rodgers oder Bing Crosby geschrieben. Hill hat neben den Sons of the Pioneers die Western Music am grundlegendsten geprägt. Allerdings gab es auch schon früh Kritik an der Romantifizierung und Verklärung der Cowboys: „I think the Sons of the Pioneers are the worst thing that ever happened to Cowboy music“ sagte Alan Lomax, der zeitlebens das authentische Liedgut gesammelt und bewahrt hat.

### Hollywood entdeckt den „Singing Cowboy“
Hollywood verhalf der Western Music zum endgültigen Durchbruch. Eine Welle von musikalischen Western in den 1930er Jahren brachte schließlich einen neuen Helden hervor, den Singing Cowboy. Ausgangspunkt für die Entwicklung der musikalischen Western war die Erfindung des Tonfilms Ende der 1920er Jahre. Insbesondere für die Musik ergaben sich völlig neue Möglichkeiten, da diese bislang nicht darstellbar gewesen war, abgesehen von einem Pianisten, der die Filme live begleitet hatte. Deswegen ist es nicht erstaunlich, dass der erste abendfüllende Tonfilm The Jazz Singer (1927) hieß.
Die Geschichte der singenden Film-Cowboys ist eng mit der Geschichte der „normalen“ Western verknüpft, aus denen sich das Genre entwickelt hat. Western waren zu dieser Zeit sehr beliebt, und da Cowboys von der breiten Öffentlichkeit ohnehin mit Gesang assoziiert wurden, war es nur konsequent, die neue Technik in dieser Hinsicht zu nutzen. Bereits während der Stummfilmzeit hatte der Regisseur John Ford Gesang und andere musikalische Darbietungen als Stilmittel in mehreren seiner frühen Western verwendet, wobei die Texte in den Zwischentiteln wiedergegeben wurden. Ford setzte die Musik dabei gezielt ein, um bestimmte Aspekte der Handlung zu betonen. So singen etwa in Bucking Broadway (1918) die Cowboys das traurige Lied Home, Sweet Home, nachdem der Hauptdarsteller erfahren hat, dass er von seiner Freundin verlassen wurde.
Als erster musikalischer Western im weiteren Sinne gilt In Old Arizona (1929), in dem u. a. der Hauptdarsteller Warner Baxter das Lied My Tonia singt. Dieser Film inspirierte nach dem gemeinsamen Premierenbesuch den deutschstämmigen Produzenten Carl Laemmle und den Western-Star Ken Maynard dazu, ebenfalls Gesangseinlagen in ihren Western einzubauen. Das Universal Studio hatte ohnehin seit einiger Zeit mit dem neuen Medium experimentiert. Der Film The Wagon Master wurde in zwei Versionen in die Kinos gebracht, zum einen als Voll-Stummfilm, zum anderen mit teilweisem Ton. In dieser Version sang Maynard zwei Lieder und spielte dazu auf der Fiddle. Nachdem dies vom Publikum gut aufgenommen worden war, folgten weitere Filme dieser Art, bis schließlich 1930 mit Mountain Justice sein erster Film mit durchgehendem Ton in die Kinos kam.
Die Kombination von Action und Gesang traf genau den Nerv des Publikums. Folglich begannen immer mehr Western-Stars, in ihren Filmen Gesangseinlagen einzubauen, etwa Bob Steele, Hoot Gibson oder Buck Jones. Sogar John Wayne hat in einigen seiner frühen Filme gesungen, bzw. so getan. Der Gesang stammte angeblich von anderen Sängern, deren Identität jedoch bisweilen heftig umstritten war. Der Erfolg dieser Gesangseinlagen war so groß, dass auch Darsteller, die selbst nicht singen konnten oder wollten, in ihren Western Gastauftritte bekannter Sänger oder Bands einbauten. So traten die Sons of the Pioneers regelmäßig in Filmen von Charles Starrett auf. Auch Bob Wills hatte Anfang der 1940er Jahre mit seiner Band einige Filmauftritte, u. a. neben Russel Hayden.

### Die ersten Stars
Problematisch war, dass Ken Maynard, ein begnadeter Reiter, keine besonders gute Stimme hatte. Das Mascot Studio, bei dem Maynard seit einem Zerwürfnis mit Carl Laemmle unter Vertrag stand, suchte deshalb nach einem Co-Star, der die Gesangseinlagen übernehmen konnte. Fündig wurde man in Gene Autry, der bei den Verantwortlichen aufgrund seiner zahlreichen Radio-Auftritte als Hillbilly-Sänger im Stil von Jimmie Rodgers als Zuschauer-Magnet galt, zumal er aufgrund seiner Herkunft aus Texas immer wieder auch sein Cowboy-Image kultiviert hatte. Autry hatte gerade mit That Silver Haired Daddy of Mine einen Millionenseller gelandet, den er dann auch 1934 in dem Film In Old Santa Fe zum Besten gab. Der Film wurde ein großer Erfolg, und so wurde aus dem jodelnden Hillbilly „America’s Cowboy No. 1“.
Dieser Film gilt als erster Singing-Cowboy-Film im eigentlichen Sinne. War der Gesang bisher immer nur eine Nebensache gewesen, so entwickelten sich die zahlreichen Gesangseinlagen nun zur Hauptattraktion der Filme. Aus diesem Grund werden teilweise die früherer Interpreten als „Cowboys who sang“ bezeichnet, im Gegensatz zu den eigentlichen Singing Cowboys. Bemerkenswert ist der Film aber auch deshalb, weil er neben der Figur des Sidekicks (des tollpatschigen und/oder kauzigen Begleiter des Helden) auch das sog. Modern West Setting einführte. Die Handlung der meisten musikalischen Western spielte seitdem in der Gegenwart der 1930er und 1940er Jahre. Ausnahme sind die frühen Filme von Roy Rogers, die bis Red River Valley (1941) im traditionellen Wilden Westen spielten.
Der Film wurde vom Publikum sehr gut aufgenommen, so dass Autry von nun an einen festen Job als Singender Cowboy hatte. Nach dem Serial The Phantom Empire, einer Mischung aus Western und Science-Fiction, wurde er vom Republic-Studio für eine ganze Serie an Western verpflichtet. Im September 1935 trat er mit Tumbling Tumbleweeds erstmals als Headliner auf, drei weitere Filme folgten bis Dezember im Abstand von wenigen Wochen.
Nur zwei Monate nach Tumbling Tumbleweeds schickte Warner Brothers mit Dick Foran in Moonlight on the Prairie einen weiteren Singenden Cowboy ins Rennen um die Gunst des Publikums, wobei Foran auch Warners einziger Singender Cowboy bleiben sollte.
Unklar ist, ob Warner nach Autrys Erfolg lediglich auf den anfahrenden Zug aufgesprungen ist oder bereits zuvor entsprechende Pläne hatte. Für letzteres soll zum einen der kurze zeitliche Abstand sprechen: Es sei unwahrscheinlich, dass in nur zwei Monaten sämtliche Entscheidungen getroffen werden konnten, zumal ein Star verpflichtet, ein Drehbuch verfasst und die Vermarktung geplant werden musste. Zum anderen deutet auch der Text, mit dem Warner den Film am 9. November 1935 gegenüber Kinobesitzern beworben hat in diese Richtung: Demzufolge sollte es sich um eine neuartige Verknüpfung von Western-Action mit den Cowboy Songs handeln, nach denen das Land neuerdings so verrückt sei.
Im Gegensatz zu Autrys frühen Filmen waren Forans Filme eher an ein jugendliches Publikum gerichtet, sein Image entsprach dem eines liebenswerten älteren Bruders Anstelle eines kauzigen oder tollpatschigen Erwachsenen übernahm ein Kind, meist dargestellt von Kinderstar Dickie Jones, die Rolle des Sidekicks. Während dies von einigen Kritikern als cleverer Schachzug angesehen wurde, haben andere darauf hingewiesen, dass die jugendlichen Zuschauer lieber zu einem Helden aufblicken wollten, als mit Neid auf einen Altersgenossen zu schauen, der ein spannendes Abenteuer erlebt.
Nach Ansicht einiger Kritiker war Foran der bessere Sänger, außerdem waren die Lieder direkter mit der Handlung der Filme verbunden, Gleichwohl konnte nie an Autrys großen Erfolg anknüpfen. Als Grund hierfür wird von Historikern angeführt, dass Foran, ebenso wie die meisten seiner Kollegen, zwar ein attraktiver Schauspieler und guter Sänger war, ihm jedoch als Cowboy eine gewisse Glaubwürdigkeit, „the ring of the plains“ gefehlt habe. Foran soll eher ein "pop crooner" gewesen sein, während Autrys nasaler, gleichwohl intimer Stil natürlich und ungekünstelt gewesen sei."
Bemängelt wurde außerdem, dass Forans im historischen Westen angesiedelte Filme sehr vorhersehbar waren und im Übrigen allzu sehr auf ihn als alleinigen Star zugeschnitten waren. Demgegenüber hatte Autry seine Sidekicks und bot regelmäßig Gastauftritte anderer bekannter Radio-Stars. Allein 1936 traten neben ihm und Smiley Burnette jeweils zweimal die Light Crust Doughboys und die Sons of the Pioneers auf, jeweils einmal die Tennessee Ramblers, die Beverly Hillbillies. Auf diese Weise sollten die Filme in den jeweiligen Herkunftsregionen der Gaststars für das Publikum besonders attraktiv werden.
Roy Rogers, der „König der Cowboys“ war nach Gene Autry der zweite große Star des Genres. Nachdem Autry im Jahr 1937 nach einem Streit über seine Gage gedroht hatte, das Republic Studio, wo er mittlerweile unter Vertrag stand, zu verlassen, suchte man fieberhaft nach einem Ersatz. Rogers hörte davon, bewarb sich um die Rolle und trennte sich daraufhin von den Sons of the Pioneers, um eine Solo-Filmkarriere zu starten. Während er in seinem ersten Film Wild Horse Rodeo noch unter dem Namen Dick Weston auftrat, änderte er für Under Western Stars (1938) seinen Namen in Roy Rogers. Es folgten viele weitere Filme, viele davon wieder an der Seite der Sons of the Pioneers und ab 1944 mit seiner Ehefrau Dale Evans, der Königin des Westens.

### Kritik
Es gab auch Kritik an den realitätsfernen Singing Cowboys. Insbesondere die Verlegung der Handlung in die Gegenwart war den Puristen ein Dorn im Auge. Kritisiert wurde aber auch, es würden übertrieben viele Gesangseinlagen eingebaut, da diese im Vergleich zu Action-Szenen besonders billig zu produzieren seien: “They use songs to save money on horses, riders and ammunition. Why, you take Gene Autry and lean him up against a tree with his guitar and let him sing three songs and you can fill up a whole reel without spending any money. That’s why they’ve overdone the singing.” Dieses Zitat stammt von Buck Jones, der sich in den Anfangsjahren selbst als singender Cowboy versucht und 1940 sogar ein Buch mit bekannten Cowboy-Songs herausgegeben hatte.
Durchsetzen konnten sich diese Kritiker jedoch nicht, die musikalischen Western waren ein durchschlagender Erfolg. Das lag wohl auch daran, dass das Publikum in den wirtschaftlich schweren Zeiten der Weltwirtschaftskrise wenigstens kurzfristig dem Alltag entfliehen wollte. Und was eignete sich dazu besser, als ein strahlender Held, der alle Probleme mit einem Lächeln und einem Lied auf den Lippen löst, gepaart mit einer großen Portion Komik, für die die Sidekicks sorgten. Darüber hinaus haben die Singing Cowboys auch nie den Anspruch eines historischen Realismus erhoben. Teilweise wurde die Kritik auch aufgegriffen, etwa wenn Gene Autry in seinem Film Public Cowboy No. 1 (1937) singt: „There ain’t much left of the west no more, the cowboys all turn troubadour.“

### Crossover
Der große Erfolg der Singing Cowboys und die allgemeine Begeisterung für jede Art von Cowboy-Romantik führten dazu, dass sich auch Künstler aus anderen Bereichen der Musik mit dem Thema befassten und selbst einschlägige Stücke aufnahmen. Aus der Blütezeit des Genres ist etwa Bing Crosby zu nennen, der mit Titeln wie Cool Water oder Tumbling Tumbleweeds einige Hits hatte. Außerdem machte er durch seinen Film Rhythm on the Range (1936) auch die Parodie I’m an Old Cowhand (from the Rio Grande) bekannt, die später wiederum Roy Rogers in seinem Film King of the Cowboys verwendete. Auch andere Größen, wie der Crooner Perry Como oder der Opernstar Ezio Pinza haben Anfang der 1950er Jahre einige Titel mit den Sons of the Pioneers aufgenommen, letzterer allerdings mit geringem Erfolg. Im Gegenzug nahmen Künstler aus dem Western-Bereich auch zahlreiche Poptitel auf, zu nennen ist hier vor allem der überaus vielseitige Gene Autry. Vielfache Gastauftritte in Film und Fernsehen, etwa der Ed Sullivan Show, taten ein Übriges, um den Bekanntheitsgrad des Genres und seiner Vertreter noch weiter zu steigern.

### Nach dem Zweiten Weltkrieg
In den Jahren nach dem Zweiten Weltkrieg verloren die Singing Cowboys im Kino allmählich an Bedeutung. 1951 erschien Rogers’ letzter Film Pals of the Golden West, 1953 Autrys letzter Film Last of the Pony Riders. Phantom Stallion (1954), der letzte Film von Rex Allen markiert das Ende der Singing Cowboys, kurze Zeit später erschien Two Guns and a Badge mit Wayne Morris, der als letzter B-Western gilt.
Dieser Bedeutungsverlust mag zum einen an einer gewissen Übersättigung gelegen haben, zum anderen entwickelte sich auch das Genre des Westerns weiter zu aufwendigeren und realistischeren Filmen; dies nicht zuletzt auch wegen einer Lockerung des Production Code, der bislang die Darstellung von Gewalt oder „unmoralischen“ Szenen erschwert hatte.
Schon während der vierziger Jahre hatte die Western Music allmählich an Bedeutung verloren. Neue Stilrichtungen wie der harte Honky Tonk oder der lebhafte und tanzbare Western Swing hatten sich in den Vordergrund gespielt. Sowohl Roy Rogers als auch Gene Autry hatten jedoch rechtzeitig die Zeichen der Zeit erkannt und wagten den Sprung in die neuen Medien Radio und Fernsehen. Autry hatte schon seit 1940 eine Radio-Show namens Melody Ranch, 1950 ging die Gene Autry Show auf Sendung und 1951 die Roy Rogers Show, die beide eine Mischung aus Musik und Komik boten, wobei die Musik insbesondere bei Rogers immer mehr in den Hintergrund trat.
Diese Sendungen trugen zur immensen Popularität der Cowboys insbesondere bei Kindern bei. Es entstanden Fan-Clubs, die auch versuchten, erzieherisch auf die Kinder und Jugendlichen einzuwirken, wobei sie auf das positive Image der Cowboys setzen konnten. Als Beispiel können Autrys 10 Commandments of the Cowboy oder die Roy Rogers Riders Club Rules gelten, die die Kinder unter anderem zu Fairness, Ehrlichkeit und Hilfsbereitschaft anleiten sollten. Daraus schlug auch die Werbung Kapital: In den frühen 1950er Jahren gab es kaum ein Produkt vom Spielzeugrevolver bis zu Cornflakes, das nicht von Roy Rogers oder wenigstens seinem „Double R Bar“-Brandzeichen geziert wurde. Die Entwicklungen in Film und Musik machten jedoch auch vor diesen letzten Bastionen der Genres nicht Halt, so dass 1955 bzw. 1956 die letzten Folgen der Gene Autry Show bzw. von Melody Ranch ausgestrahlt wurden. Nur ein Jahr länger konnte sich die Roy Rogers Show halten.

### Die Gegenwart
Seit den 1960er Jahren war es um die Singing Cowboys ruhiger geworden. Zwar gab es immer wieder Versuche, das Genre wiederzubeleben, die jedoch im Sande verlaufen sind. Ausnahmen sind Sänger wie Michael Martin Murphey oder der Kanadier Ian Tyson, die sich bemühen, das alte Liedgut nicht in Vergessenheit geraten zu lassen. 1977 wurde die Band Riders in the Sky gegründet, die sich seitdem zu einer der erfolgreichsten Cowboy-Bands der Gegenwart entwickelt hat, Höhepunkt ihrer Karriere war 2001 der Gewinn eines Grammys für den Song Woody’s Roundup aus dem Disney-Film Toy Story 2, wodurch die Augen einer breiteren Öffentlichkeit wieder einmal auf die Western Music gerichtet wurden. Die Cowboy-Band Spirit of Texas wurde 1991 vom Senat des Staates Texas zur „Official Cowboy Band for Texas“ erklärt. Allerdings ist das Genre über derartige Achtungserfolge nicht mehr hinausgekommen.
Die Gründung der Western Music Association (WMA) im Jahre 1989 und die jährliche Preisverleihung nach dem Vorbild der Country Music Association hat dem Genre neuen Auftrieb und neues Selbstbewusstsein gegeben. Außerdem gibt die WMA ein vierteljährlich erscheinendes Magazin heraus: der Western Music Advocate beschäftigt sich in wissenschaftlicher Form mit der Geschichte der Musik und einzelnen Interpreten aus Vergangenheit und Gegenwart. Das neue Interesse an der Western Music und auch der Erfolg von Murpheys Cowboy Songs-Serie führten 1992 sogar zur Gründung des Warner Western Labels, einer Tochterfirma der Warner Music Group. Daneben wurden auch von vielen kleineren Labels mehr oder weniger aufwendig gestaltete Anthologien veröffentlicht, darunter auch seltenes Material aus den Anfangsjahren.
Das Genre lebt auch im Bereich der Country-Musik weiter. Zum einen im typischen Outfit, das zum Symbol des Genres geworden ist: Viele Country-Sänger wie etwa George Strait treten nie ohne Hut und Stiefel auf. Als Anfang der 1990er Jahre im Zuge der New-Country-Bewegung eine neue Generation von jungen Künstlern die Country-Szene eroberte, war der Cowboy-Hut ihr Markenzeichen, obwohl sie inhaltlich wenig mit dem Thema in Verbindung brachten. Kritiker haben hier den Begriff hat act geprägt.
Daneben gibt es aber auch in der heutigen Zeit etliche Country-Musiker, die sich inhaltlich dem Thema Western verschrieben haben. Songs wie die des ehemaligen Rodeo-Champions Chris LeDoux sind dabei weitaus weniger mit Pathos und nostalgischer Verklärung überladen als ihre Vorgänger. Ihre Themen sind Pferde und Pferdezucht, Rodeo und die Natur. Eines der prominentesten Beispiele ist Garth Brooks, der das Thema in seinen Liedern Cowboy Bill und In Lonesome Dove aufgegriffen hat. Auch die Dixie Chicks haben in ihren frühen Jahren Lieder wie I Want to Be a Cowboy’s Sweetheart gesungen und sogar ein Album nach Dale Evans benannt. Auch nach ihrem Durchbruch haben sie den auf ihrem Album Fly (1999) enthaltenen Song Cowboy Take Me Away als Single ausgekoppelt, das deutliche Anleihen bei der Cowboy-Romantik enthält.
Es handelt sich bei den genannten Interpreten trotzdem um moderne Country-Sänger, die sich stilistisch stark von den eigentlichen Protagonisten der Western Music unterscheiden. Demgegenüber nehmen Künstler wie Michael Martin Murphey vielfach das traditionelle Liedgut auf. Für seine Verdienste um das Genre wurde er 2004 in die WMA Hall of Fame aufgenommen.

## Die Rolle der Frauen

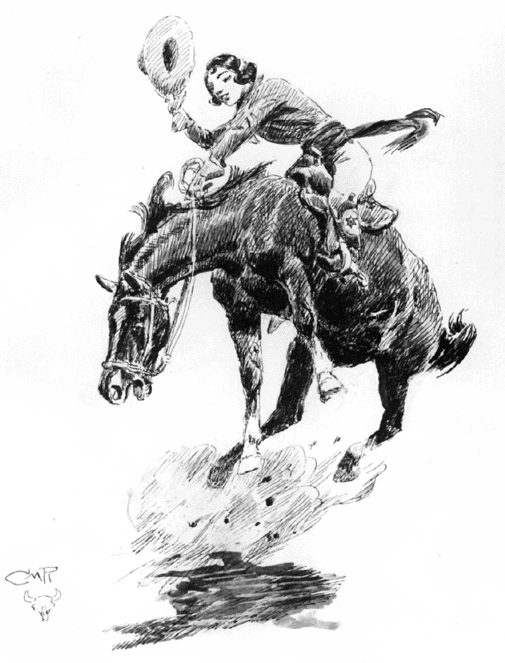
Charles M. Russell, Rodeo Cowgirl

Die Eroberung des amerikanischen Westens wurde in der Vergangenheit überwiegend aus männlicher Sicht geschildert. Erst als „Cowgirls“ wie Annie Oakley oder Calamity Jane Ende des 19. Jahrhunderts in den großen Western-Shows ihre Künste demonstrierten, rückte die Rolle der Frauen ansatzweise ins Bewusstsein des Publikums. Daneben bot das sich entwickelnde Genre der Western Music (weißen) Frauen mehr Möglichkeiten als bspw. das Hillbilly-Genre oder der Blues. Während letzterer für „anständige“ Frauen ohnehin „off limits“ war, eignete sich auch ersteres mit seinen Hobo-Liedern nur bedingt. Das Singende Cowgirl wurde daher zu einer akzeptablen Alternative; die weite Prärie löste die bisherigen Schauplätze wie Kneipen, Gefängniszellen oder Güterwagen ab.
Ein frühes Beispiel für diese Entwicklung ist The Cowboy’s Wife (1929) von Billie Maxwell, die als erstes Singing Cowgirl gilt. Das Lied beschreibt das Leben einer Frau, die geduldig ihr Tagwerk verrichtet und darauf wartet, dass ihr Cowboy nach Hause kommt. Dem entsprechen aus männlicher Sicht Lieder wie das überlieferte The Girl I Left Behind Me oder aus neuerer Zeit The Arms of my Love (1997) von Riders in the Sky: „Does she wait by the fire-light, cry through the long nights, does she dream of the cowboy who rode through her heart?“ Gleichzeitig sind Maxwells wenige Aufnahmen ein gutes Beispiel für den spärlich arrangierten Stil der frühen Jahre, der sich in dieser Hinsicht nicht von männlichen Interpreten wie Jack Webb, Jules Allen oder den anderen oben genannten unterscheidet.
Spätere Sängerinnen wie Patsy Montana unterschieden sich nicht nur in Stil und Aufmachung stark von Maxwell. Zwar wurden in Liedern wie Rodeo Sweetheart (1938) auch die Cowboys angehimmelt, es schimmerte jedoch auch ein neues Selbstbewusstsein durch: In I want to be a Cowboy’s Sweetheart (1935), Montanas größtem Hit, heißt es: „I wanna learn to rope and to ride, I wanna ride o’er the plains and the deserts, out west of the Great Divide.“ Noch deutlicher wurde sie in The She Buckaroo (1936): „Give me the feel of a horse that has wings, I’ll ride him straight up, like all cowboys do, I’m a straight riding lassie, a she buckaroo.“ Mit ihrem Auftreten übermittelte Montana die Botschaft, dass auch Frauen „cowboy characteristics“ haben können: sie können unabhängig, frei, selbstbewusst und trotzdem mit ihrem Mann zusammen sein. Für die Sängerin Cyndi Lauper war I want to be a Cowboy’s Sweetheart geradezu „ein Meilenstein in der Geschichte der Frauenbewegung“: die Frau, die hier singt, „erwähnt den Cowboy, dessen Schätzchen sie sein möchte, gar nicht weiter. Sie wird selbst zum Cowboy.“
Insgesamt war das Genre jedoch männlich dominiert, wenngleich es auch einige weiblicher Vertreter wie Rosalie Allen oder die Girls of the Golden West gab, die große Erfolge aufweisen konnten. Auch in den Hollywood-Western waren die Rollen klar verteilt. Frauen spielten hier hauptsächlich mit, um vom Helden gerettet zu werden. Filme, die starke Frauen porträtieren, waren lange Zeit die Ausnahme, etwa Barbara Stanwyck als Cattle Queen of Montana (1954). Die musikalischen Western bildeten hier keine Ausnahme und nutzten ebenfalls überwiegend das klassische „damsel in distress“-Motiv. Vielfach rettet der Held seinen Co-Star von einem durchgegangenen Pferdewagen oder steht ihr bei, wenn Geschäftemacher ihr die geerbte Ranch, eine Goldmine oder den Wanderzirkus abluchsen wollen. Vereinzelt gab es jedoch auch musikalische Western mit weiblichem Headliner, so etwa Jane Frazee in Cowboy Canteen und Swing in the Saddle (beide 1944), oder Penny Singleton, die in ihrem einzigen Western Go West, Young Lady (1941) an der Seite von Glenn Ford und den Texas Playboys sang.
Bereits Ende der 1930er-Jahre hatte das finanziell angeschlagene Studio Grand National Films versucht, mit Dorothy Page als Star eine ganze Reihe von Filmen mit einem Singenden Cowgirl zu etablieren, um sich damit ein größeres Publikum zu erschließen. Das Projekt – und mit ihm das Studio –  scheiterte jedoch: die drei verwirklichten Filme (Water Rustlers, Ride 'Em Cowgirl, The Singing Cowgirl, alle 1939) waren Misserfolge. Als Grund für das Scheitern der Reihe wird vermutet, dass zum einen das Publikum noch nicht reif für ein proaktives, sich selbst verwirklichendes Cowgirl gewesen sei, und das Studio zum andern die Anziehungskraft einer weiblichen Hauptfigur auf die vor-pubertären Jungen, die einen Großteil des Publikums ausmachten, überschätzt habe.
Demgegenüber machte Anfang der 1940er Jahre der Kinderstar Mary Lee Cowgirl-Outfits und Pferdereiten auch bei jungen Mädchen populär. Die bei ihrem ersten (von insgesamt neun) Auftritt an der Seite von Gene Autry 15-jährige Lee, die als „kleine Brünette mit großer Stimme“ beschrieben wird, spielte meist die spitzbübische kleine Schwester von Autrys weiblichem Co-Star.
Durchsetzen konnte sich dieser Trend jedoch nicht. Dale Evans, die Königin der singenden Cowgirls, hat deshalb 1945 sogar mit dem Gedanken gespielt, das Genre zu wechseln: „A heroine in a Western is always second string. The cowboy and his horse always come first.“ Später hat sie diese Situation in ihrem Lied Don’t ever fall in love with a Cowboy auf die Schippe genommen: „He will tell you he thinks you are pretty and he likes your last year’s dress, but he’ll buy that horse a new blanket, cause he loves his horse the best … “

## Die Bedeutung ethnischer Minderheiten

### Afroamerikaner
Historiker sind sich mittlerweile darüber einig, dass ein nicht unerheblicher Teil der „echten“ Cowboys afroamerikanischer Herkunft war. Es handelte sich dabei hauptsächlich um ehemalige Sklaven, die nach dem Bürgerkrieg Arbeit auf den Ranches im amerikanischen Südwesten fanden. Im Gegensatz zur Country-Musik lässt sich ein signifikanter Einfluss authentischer schwarzer Musik (wie etwa des Blues oder seiner Vorgänger) auf die Musik der Cowboys zwar nicht nachweisen, jedoch wurden die Vorläufer der Western Music im 19. Jahrhundert auch von den damals populären Minstrel-Shows beeinflusst. Zahlreiche der dort gesungenen Titel wurden im Laufe der Zeit in den allgemeinen Fundus assimiliert. The Yellow Rose of Texas, das heute als Paradebeispiel der frühen Cowboy-Titel und inoffizielle Nationalhymne des Staates Texas gilt, war ursprünglich ein Minstrel-Song aus der Zeit vor dem amerikanischen Bürgerkrieg, wobei es sich bei der Yellow Rose um eine hellhäutige Frau afrikanischer Abstammung handelt. Erst im 20. Jahrhundert entstand unter dem Einfluss von Jazz und Blues der Western Swing.
Obwohl einzelne schwarzen Cowboys es zu einer gewissen Berühmtheit gebracht hatten, überwog in den Kinos eine europäisch geprägte Sichtweise der amerikanischen Geschichte. Außerdem existierten damals im Zuge der Rassentrennung separate Kinos für Weiße und Schwarze. Die frühen Westernhelden, ebenso wie ihre singenden Verwandten, wurden darum fast ausschließlich von Weißen verkörpert. Eine bemerkenswerte Ausnahme hiervon war der Jazz-Sänger Herb Jeffries, der als einziger Afroamerikaner jemals einen Singing Cowboy dargestellt hat. Aufgrund eines prägenden Erlebnisses beschloss er, einen schwarzen Cowboy als Vorbild für schwarze Kinder in die Kinos zu bringen.
Harlem on the Prairie (1937) war der erste in einer Serie von als „all-colored“ beworbenen Filmen, die sich durch ihre durchgängig schwarze Besetzung auszeichneten. Weiße existierten darin nicht, nicht einmal in Nebenrollen. Daneben unterscheiden sich diese Filme von den „weißen“ Filmen auch durch den Stil der Musik. Dass sowohl Jeffries als auch seine Begleitband, die Four Tones, abseits der Schauspielerei Jazz-Musiker waren, war in den Filmen deutlich wahrnehmbar, auch wenn die Musik später behutsam an die gängigen Western-Nummern angeglichen wurde. Unglücklicherweise zeichneten die Filme sich auch durch besonders bescheidene Budgets aus, was ihnen selbst im Vergleich zu den weißen B-Western deutlich anzumerken war. Immerhin war Jeffries’ Debüt als Singender Cowboy zumindest in seiner Zielgruppe ausreichend erfolgreich, um insgesamt vier Fortsetzungen nach sich zu ziehen, wovon zwei wiederum das Klischee-behaftete Harlem im Titel führten.
In neuerer Zeit sind die Filme auch als ein Versuch gedeutet worden, eine neue afroamerikanische Identität zu schaffen. Dies sollte einerseits natürlich durch die Besetzung erreicht werden, andererseits durch den gezielten Einsatz von Anachronismen und Kontrasten, wie etwa die Gegenüberstellung des zeitgenössischen Harlem im Titel und des Westens des 19. Jahrhunderts als Schauplatz der Handlung. Dadurch sollte sich die mit der Eroberung des Westens verbundene Aufbruchstimmung in einem afroamerikanischen Kontext widerspiegeln. Kritiker haben jedoch schon früh bemängelt, dass auch in diesen Filmen als Humoreinlage einige für die damalige Zeit typische Klischees und Stereotype hinsichtlich schwarzer Darsteller bedient wurden, etwa eine übertriebene Angst vor Geistern.
Bemerkenswert ist in diesem Zusammenhang Punkt 5 des von Gene Autry als Richtlinie für seine jugendlichen Anhänger herausgegebenen Cowboy Code: He (the Cowboy) must not advocate or possess racially or religiously intolerant ideas. Exemplarisch für diese Grundhaltung ist die Darstellung des schwarzen Kochs Chappie in Tex Ritters Riders of the Frontier (1939). Dieser wird von dem afroamerikanischen Komiker Mantan Moreland gespielt, der zu Beginn seiner Karriere in zahlreichen Race movies den abergläubischen und schreckhaften Klischee-Schwarzen gespielt hatte. Zwar gibt Chappie in (vermeintlich) bedrohlichen Situationen Sätze wie „I wish I was chopping cotton“ von sich, am Ende spielt er jedoch die entscheidende Rolle, indem er Ritter vor einem Hinterhalt warnt und sogar den Lockvogel spielt. Während eines Viehtriebs wird Chappie von Ritters Gegenspieler verhöhnt, Ritter muntert ihn mit folgenden Worten auf: „Color don’t make any difference. Take you for instance, Chappie. You skin’s dark, but your heart ain’t shrivelled up, like somebody I know.“ Chappies Antwort: „You sure know the human race.“

### Mexikaner
Neben den Schwarzen arbeiteten auch zahlreiche Mexikaner im amerikanischen Südwesten, Historiker schätzen ihren Anteil auf etwa zehn Prozent. Sie prägten das Genre in weit stärkerem Ausmaß, obwohl sich im hispanischen Kulturraum kein Gegenstück zu den romantischen Cowboylegenden herausgebildet hatte. Der Charro war dort ein niederer Arbeiter, der die schmutzige Arbeit verrichtete, für die sich die hohen Herren zu fein waren.

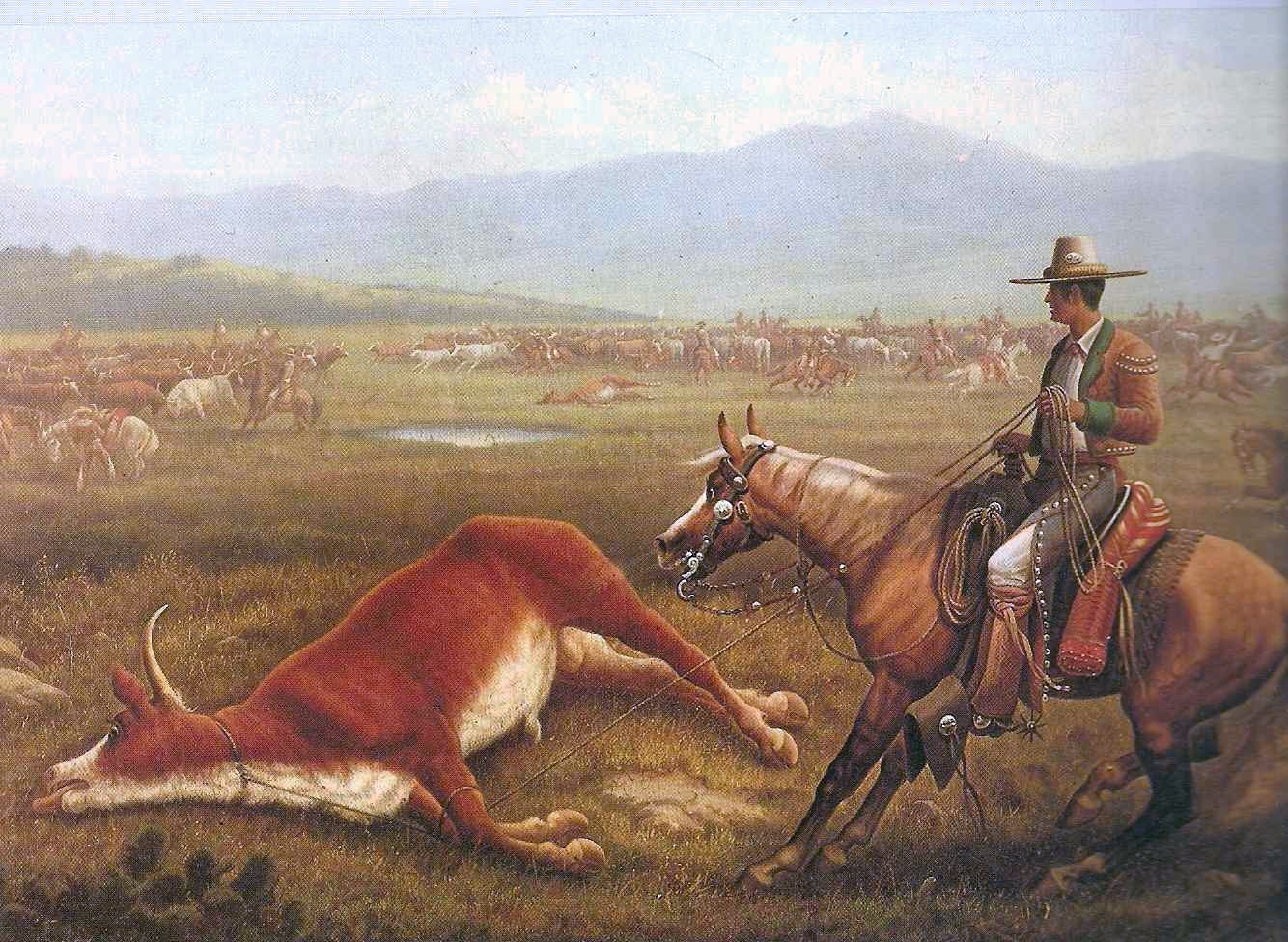
Vaquero in Kalifornien, ca. 1830

Bereits die Spanier hatten Pferde- und Rinderzucht im Gebiet des heutigen Mexiko und der südwestlichen  US-Bundesstaaten eingeführt, so dass die Arbeit mit diesen Tieren dort eine lange Tradition hatte. Die mexikanischen Cowboys gaben ihre Kenntnisse dann an ihre amerikanischen Kollegen weiter. Aus diesem Grund sind zahlreiche Ausdrücke der „Cowboy lingo“, der Umgangssprache der Cowboys, dem Spanischen entnommen, etwa das als Synonym für Cowboy verwandte Buckaroo, das vom spanischen Vaquero (ausgesprochen mit weichem b) abgeleitet ist. Gleiches gilt für Begriffe wie Chaps, Lariat oder Bronc.
Das Verhältnis zwischen Amerikanern und Mexikanern war anfangs nicht ganz unproblematisch, nicht zuletzt aufgrund der Auseinandersetzungen im Zuge der texanischen Unabhängigkeit. In John Lomax’ 1911 erschienenen Cowboy Songs findet sich mit Way Down in Mexico ein kriegerisches Lied, in dem dem mexikanischen Diktator Santa Anna und seinen greaser soldiers der Tod am Galgen bzw. ein feuchtes Grab im Rio Grande angedroht wird. Noch bis ins 20. Jahrhundert gab es immer wieder Auseinandersetzungen, Höhepunkt war der 1916 von Pancho Villa angeführte mexikanische Überfall auf den Kavallerie-Stützpunkt in New Mexico Columbus. Dies wirkte sich auch negativ auf das in amerikanischen Filmen vorherrschende Bild der Mexikaner aus, die meist als faul und verschlagen gezeigt wurden.
Dessen ungeachtet übte die mexikanische Kultur einen starken Einfluss aus, was schließlich im Laufe der Zeit zu einer ausgeprägten „South-of-the-Border-Romantik“ führte. Das texanisch-mexikanische Grenzland schon immer ein beliebter Schauplatz von Westernfilmen gewesen, man kann geradezu von einem Untergenre sprechen. Die Region um den Rio Grande bzw. span. Rio Bravo (del Norte) wird dabei regelmäßig als weite und unberührte Landschaft dargestellt, die der Sehnsucht nach der „frontier experience“ Ausdruck verleihen sollte, die im Amerika der 1930er Jahre nicht mehr zu finden war. Neben dem reinen Schauplatz ist in vielen dieser Filme zudem ein inhaltliches Muster erkennbar: Das Überqueren des Grenzflusses wird auch als eine Art Initiationsritual dargestellt, sowohl was das Individuum als auch die Nation als ganzes betrifft. Ersterem bietet sich dabei die Aussicht eines exotischen, evtl. sogar erotischen Abenteuers, letzterer die Möglichkeit ihre zivilisatorische Überlegenheit den weniger entwickelten Mexikanern darzubringen. Als ein geradezu archetypisches Beispiel dieser Entwicklung wird Gene Autrys South of the Border (1939) angesehen.
Zahlreiche Filme der singenden Cowboys wurden darum auf Haziendas oder im texanisch-mexikanischen Grenzland angesiedelt, etwa Tex Ritters erster Film Song of the Gringo (1936). Hierbei wurde in Übereinstimmung mit der allgemeinen Tendenz der Filme weniger Wert auf Konfrontation gelegt, sondern die Gemeinsamkeiten betont, etwa in Roy Rogers’ Hands across the Border (1944). Charakteristisch für das Genre ist demnach ein hoher Anteil von Liedern mit spanischen Titeln oder Textanteilen, wie etwa My Adobe Hacienda, das 1941 ein Hit für Louise Massey and the Westerners und gleichzeitig der erste Crossover zwischen (damals noch sog.) Hillbilly- und Pop-Charts wurde. Als exemplarisch kann das Lied (Allá en) El Rancho Grande gelten. Ursprünglich in spanischer Sprache abgefasst, mit später hinzugefügten englischen Versen, wurde es 1939 zunächst ein Hit für Bing Crosby. 1940 sang es Gene Autry in seinem gleichnamigen Film, 1946 tauchte es in Roy Rogers’ My Pal Trigger auf. Seither gibt es kaum einen Vertreter des Genres, in dessen Repertoire es nicht zu finden ist und sogar Elvis Presley hat eine Version davon aufgenommen. Die genaue Herkunft des Liedes konnte 1941 auch in einem Prozess wegen Copyright-Verletzung nicht letztendlich geklärt werden.
Unter diesem Gesichtspunkt erstaunt es nicht, dass South of the Border Gene Autrys erfolgreichster Film war. Benannt wurde er nach dem gleichnamigen Lied, das die Songwriter Michael Carr und Jimmy Kennedy während Autrys Tournee in Großbritannien für ihn geschrieben hatten und das sich als großer Hit erwiesen hatte.
Parallel zu den Singing Cowboys hatte sich in Mexiko die Figur des Singing Charro etabliert. Einer ihrer bekanntesten Vertreter war der ausgebildete Opernsänger Tito Guízar, der bei seinen Auftritten zunehmend dazu übergegangen war, sog. Corridas und Rancheras zu singen, traditionelle mexikanische Lieder über das Leben auf der Ranch. Mit seinem ersten Film Alla en el Rancho Grande (1936) hatte er auch auf dem amerikanischen Markt großen Erfolg und trat nach dem Zweiten Weltkrieg sogar an der Seite von Roy Rogers in zwei Filmen auf, On the Old Spanish Trail (1947) und The Gay Ranchero (1948). In umgekehrter Richtung waren auch die amerikanischen Filme in Mexiko sehr populär, was wiederum dazu führte, dass US-Künstler immer wieder auch spanischsprachige Titel aufnahmen.

## Jodeln
Eine große Rolle spielt in der Western Music seit jeher das Jodeln. Timothy E. Wise sieht darin sogar einen „wichtigen, wenn nicht kennzeichnenden Bestandteil“ des Genres, das Jodeln sei eines der „primären Kennzeichen“ des Cowboys. Dementsprechend enthalten viele Standards des Genres Jodler oder existieren zumindest auch in Jodel-Versionen. Von der WMA wird dies durch die alljährliche Verleihung von Yodeling Awards in mehreren Kategorien berücksichtigt.
Im Laufe der Zeit entwickelte sich in der allgemeinen Wahrnehmung eine enge Verbindung zwischen Cowboys und dem Jodeln. So wird bspw. in Frank Zappas Film 200 Motels die Figur des Lonesome Cowboy Burt ebenso sehr durch sein Jodeln wie durch sein Cowboy-Outfit charakterisiert, wenn auch in negativer Hinsicht. Aber auch in der heutigen Pop-Kultur wird das Jodeln noch immer mit dem Cowboy in Verbindung gebracht wird. So werden beispielsweise in einer Episode der Serie The Librarians die Protagonisten Cassandra, Jake und Ezekiel in einen alten Western versetzt, wo Jake am Lagerfeuer zu singen und – zum Missfallen von Ezekiel – zu jodeln beginnt. Einen weiteren Beleg hierfür stellt die Figur Jessie, the Yodeling Cowgirl aus dem Film Toy Story 2 dar. In dem Film Die Kühe sind los (engl. Titel: Home on the Range) setzt der Viehdieb Alamida Slim ein Jodellied ein, um die Kühe in Trance zu versetzen. Und in einem Beitrag über die besonderen Herausforderungen homosexueller Cowboys im Nachgang zu dem Film Brokeback Mountain stellt das amerikanische MAD u. a. fest: „There’s the question of where to add yodels in campfire renditions of showtunes.“ Daneben sind mittlerweile einige „Lehrbücher“ erschienen, mit deren Hilfe man speziell das Jodeln im Western-Stil erlernen kann.
Während es unklar ist, ob – und ggf. wie – die historischen Cowboys gejodelt haben, besteht Einigkeit darüber, dass die endgültige Einverleibung des Jodelns erst in den 1930er-Jahren im Gefolge von Jimmie Rodgers’ Erfolgen stattgefunden hat. Dabei erfuhr es schließlich von Sängern wie Roy Rogers oder Wilf Carter tiefgreifende stilistische Änderungen.

### Historische Belege
Sichere Hinweise dafür, dass die echten Cowboys tatsächlich gejodelt haben, zumal in dem Sinn, wie es heute verstanden wird, gibt es nicht. Das Hauptproblem dabei ist, dass die Musik der Cowboys nicht als Tonaufnahmen, sondern nur schriftlich erhalten ist, wobei „scheinbar triviale Angelegenheiten wie das Brechen der Stimme leicht der Wahrnehmung entgehen“.
Als Indiz dafür, dass die historischen Cowboys gejodelt haben könnten, ist eine Passage aus Emma B. Miles’ (1879–1919) quasi-autobiographischer Essay-Sammlung The Spirit of the Mountains (1905) herangezogen worden, die den prototypischen Cowboy beschreiben soll. Dort heißt es: „(...) His first songs are yodels. Then he learns dance tunes, and songs of hunting and fighting and drinking, (...)“ Miles charakterisiert hier jedoch den „Mountain Man“, nicht den Cowboy. Ihr Werk beschreibt das Leben der alteingesessenen Einwohner der südlichen Appalachen um die Jahrhundertwende. Als Gegenargument ist aber darauf hingewiesen worden, dass etwa Owen Wisters Virginian, der erste literarische Cowboy-Held, eben nicht gejodelt, sondern „blackface minstrel tunes“ gesungen habe.
Es gibt jedoch Berichte von Zeitzeugen, die darauf hindeuten, dass die Cowboys beim Singen auch die Falsettstimme verwendet haben und zumindest Jodel-ähnliche Laute von sich gegeben haben. John Lomax zitiert einen Cowboy mit den Worten: „We always had so many squawks and yells and hollers … I thought I might have as well a kind of a song to it.“ Der texanische Historiker J. Frank Dobie erinnert sich folgendermaßen: „No human sound that I have ever heard approaches in eerieness or in soothing melody the indescribable whistle of the cowboy.“ Wenn sie also gesungen haben, soll es auch möglich gewesen sein, dass sie dies in der Falsett- bzw. Kopfstimme getan haben, wobei ein in dieser Tonlage gesummtes Lied bei großzügiger Auslegung des Begriffs auch als Jodler gelten könne.
In seiner Autobiographie Adventures of a Ballad Hunter (1947) erinnert sich John Lomax daran, als Kind im Alter von vier Jahren selbst einen Cowboy gehört zu haben, der den Rindern Git Along, Little Dogies vorgesungen und dabei gejodelt habe. Diese Erinnerung ist jedoch sogar von Frank Dobie in Zweifel gezogen worden, der der Überzeugung war, die damaligen Cowboys hätten nicht gejodelt. Dabei ist jedoch zu beachten, wie man den Begriff Jodler definiert. Lomax’ Kindern zufolge verstand ihr Vater darunter nicht den typischen Schweizer Jodler, sondern „a low, crooning moan with falsetto“, einen eher sanften, klagenden Laut mit brechender Stimme. Lomax selbst sprach später auch von „calls, shouts or hollers“ anstatt von „yodels“.
In diese Richtung gehen auch einige Lieder aus der Frühzeit des Genres, in denen derartige Jodel-Vorläufer erkennbar sind: Ken Maynard hat bei seinem einzigen Ausflug in ein Aufnahmestudio im April 1930 u. a. das Lied The Lone Star Trail aufgenommen, das als Refrain ein klagendes whee-ee, whee, whee enthält, von Douglas B. Green als „proto yodel“ bezeichnet. Da Maynard die „echten“ Jodler im Stil eines Jimmie Rodgers bekannt gewesen sein müssen, ist spekuliert worden, ob er nicht möglicherweise als Gegenstück gezielt ein Stilmittel eingesetzt hat, das er Anfang des 20. Jahrhunderts von echten Cowboys gehört hat, als er noch in Wild-West-Shows aktiv war. Das bekanntere Cattle Call, das Tex Owens 1934 auf der Grundlage eines älteren Liedes komponierte, enthält ein ähnliches whoo, whoo, whoo. Es soll auf die Rufe der Cowboys zurückgehen, mit denen sie nachts ihre Position bekannt gegeben haben, um das Vieh nicht zu erschrecken. Eddy Arnold hat das Lied in den 1940er Jahren verfeinert und einen ausgefeilteren Jodler hinzugefügt. Nach einer anderen Ansicht, der zufolge ein Jodler zwingend einen abrupten Wechsel bzw. Bruch des Gesangsregisters enthalten muss, handelt es sich bei Owens’ Versionen des Cattle Call und ähnlich gelagerten Melismen schon begrifflich nicht um Jodler, sondern lediglich um einen reinen Falsettgesang. Spätere Versionen, etwa von Arnold oder Slim Whitman sind dagegen unstreitig gejodelt.
Liz Masterson, Gründungsmitglied der WMA, hat darauf hingewiesen, dass Cowboys auch heute noch Rufe in hoher Tonart verwenden würden, um sich von den tiefen Tönen der Rinder abzuheben. In diesen „not-so-musical sounds“ wie etwa „Weee-Yip, Geee-Yip, Geee-Yip“ könne man „definitiv“ einen Jodler hören. Teilweise ist auch vermutet worden, die Cowboys könnten das Jodeln von Einwanderern aus der Schweiz gelernt haben. Wie der Ethnologe James P. Leary in seinem Buch Yodeling in Dairyland nachgewiesen hat, hatte sich in Wisconsin eine starke Schweizer Kultur mit zahlreichen Jodlern herausgebildet. Darauf aufbauend könne die Verbindung zwischen Cowboys und Viehzucht ein Übergreifen dieses Gesangsstils von der Milchwirtschaft im mittleren Westen in den Wilden Westen erklären. Andere gehen davon aus, dass die Cowboys zumindest den Gebrauch des Falsettsingens von mexikanischen Vaqueros gelernt haben. Dafür spreche, dass diese Art des Singens in Mexiko eine lange Tradition hat, etwa in den typischen AyAyAy-Rufen oder in den Mariachi-Stilen Huapango bzw. Son Huasteco. Ein bekanntes Beispiel ist das Lied La Malaguena, das langgezogene Falsettos enthält und auch schon von US-Western-Bands gecovert wurde.
Von einigen werden diese Spekulationen strikt abgelehnt, die jodelnden Cowboys rufen bei ihnen starke Ablehnung hervor. Powder River Jack H. Lee, einer der frühen Interpreten authentischen Cowboy-Liedguts, ließ keine Gelegenheit aus, gegen die Filmcowboys vom Leder zu ziehen, die er verächtlich „Drugstore Cowboys“ nannte. Besonders verhasst war ihm aber das unnatürliche Jodeln. Im Vorwort zu seinem Buch Cowboy Songs (1938) schreibt er: „If authenticity is to be preserved for posterity, then the present type of radio singers who yodel will have to be discountenanced.“ In seinen 1942 erschienenen Erinnerungen schreibt der Inhaber eines Drugstores, der sein Leben in Big Springs, im texanischen Ranch-Land verbracht hat, er habe in 43 Jahren niemals einen Cowboy jodeln gehört. Wahrscheinlich wäre dieser für den Versuch erschossen worden, ebenso wie er gerne diese Filmcowboys erschießen würde, die „durch die Nase singen oder jodeln“. Die echten Cowboys hätten den Rindern nachts Lieder vorgesummt, es habe jedoch kein „verdammtes Jodeln“ gegeben.
Auch von den Interpreten selbst sind die Ursprünge des Jodelns thematisiert worden. Eine alternative – wenn auch nicht ganz ernst gemeinte – Erklärung für die jodelnden Cowboys bieten Riders in the Sky in ihrem Lied That’s How The Yodel Was Born (1979): Demnach sind die charakteristischen Laute entstanden, nachdem das Hinterteil eines Cowboys beim Zureiten eines Pferdes auf unangenehme Weise Bekanntschaft mit dem Sattelhorn gemacht hatte. In Elton Britts gleichnamigem Titel (1953) „erfindet“ ein einsamer Cowboy das Jodeln, als er unter dem Eindruck einer melancholischen Abendstimmung über die Prärie reitet: „He was born to wander out where he belongs, on the open prairie just to yodel a little song.“ Der Jodler ist jedoch eher bluesig geprägt.

### Die Singing Cowboys beginnen zu jodeln
Weitgehende Einigkeit besteht jedoch dahingehend, dass das Jodeln in seiner heutigen Form erst in den 1930er-Jahren unter dem Einfluss von Sängern wie Jimmie Rodgers und später vor allem Gene Autry und Roy Rogers mit der Western Music in Verbindung gebracht wurde. Mit dem Siegeszug der singenden – und neuerdings auch jodelnden – Cowboys entstand dann beim Publikum der Eindruck, das Jodeln sei „schon immer“ Bestandteil der Cowboy-Tradition gewesen. Nick Tosches nennt die jodelnden Cowboys deshalb „eine der gewaltigsten Pop-Halluzinationen aller Zeiten.“
Um die Jahrhundertwende war das Jodeln in den USA bei fahrenden Vaudeville- und Minstrel Shows als Kuriosität sehr beliebt gewesen. Häufig traten dort auch Gruppen aus dem Alpenraum auf, der Jodelstil war dementsprechend alpenländisch geprägt. Der Kanadier Wilf Carter, als „Montana Slim“ einer der Pioniere der jodelnden Cowboys, erzählt in seinem Songbook (1939), wie er als Kind durch einen Künstler namens The Yodeling Fool zum Jodeln kam. Auch Roy Rogers hatte das Jodeln bereits als Kind auf der elterlichen Farm in Ohio von einer Phonographenwalze eines Schweizer Jodlers gelernt und im Laufe der Zeit seinen eigenen Stil entwickelt. Nachdem die Familie nach Kalifornien umgezogen war, gewann er dort sogar einige Jodelwettbewerbe.
Jimmie Rodgers, der Begründer des Blue Yodeling, hatte Ende der 1920er-Jahre durch seine Erfolge einen regelrechter Jodel-Boom in der Hillbilly-Musik ausgelöst. Beginnend im Februar 1929 nahm er mit Desert Blues erstmals eine mit Jodlern angereicherte Cowboy-Nummer auf und verknüpfte dabei als erster diese beiden Themenkomplexe miteinander. Sieben weitere Cowboy-Songs folgten, etwa Yodeling Cowboy oder Cowhand’s Last Ride. Dieser Pionierstatus kommt auch in Dwight Butchers When Jimmie Rodgers Said Goodbye (1933) zum Ausdruck. Nur einen Monat nach Rodgers’ Tod veröffentlicht und sofort mehrfach gecovert, heißt es dort in der dritten Strophe: „He left a yodel for the cowboy (…) And he left every prairie lonely“, eine deutliche Hommage an seine Cowboy-Titel. Sein Biograph Nolan Porterfield hat ebenfalls darauf hingewiesen, dass die „Cattle Calls“ der Singing Cowboys ebenso gut auf Rodgers’ Einfluss zurückgeführt werden können wie auf die „Yippy-ki-ays“ der echten Cowboys.
Auch im Bereich der Cowboy-orientierten Musik bauten daraufhin verschiedene Sänger Jodler in ihre Lieder ein, sowohl in traditionelles Liedgut als auch in neue Kompositionen. Bereits um 1934 zogen Doc Schneider & His Yodeling Texas Cowboys von einer Radiostation zur nächsten, u. a. waren sie zweimal mit Erfolg bei WSB in Georgia Atlanta zu Gast. Angeblich waren sie in insgesamt 43 Bundesstaaten aufgetreten. Eines der bekanntesten Beispiele ist Patsy Montanas größter Hit I Wanna Be A Cowboy’s Sweetheart (1935), das als erster „Millionenseller“ eines weiblichen Künstlers aus dem Bereich „Country“ gilt, auch wenn es dafür keine nachprüfbaren Belege gibt. Neben Montana prägten auch Sängerinnen wie Rosalie Allen, Carolina Cotton oder die Girls of the Golden West das Bild der jodelnden Cowgirls. Rosalie Allens Duette mit Elton Britt gehören für einige zu den besten Aufnahmen des Harmony Yodeling, etwa The Yodel Blues, Beyond The Sunset oder Prairieland Polka. Ihre gemeinsamen Auftritte sind auch als „yodeling extravaganzas“ bezeichnet worden. Neben diesen nationalen Stars gab es jedoch auch Künstler, die sich nur auf regionaler Ebene durchsetzen konnten. Im mittleren Westen der USA wurde etwa Jerry Smith als „The Yodeling Cowboy“ bekannt. Er war das Aushängeschild des Senders WHO in Iowa Des Moines und konnte 1938 in einem Wettbewerb sogar den Titel des Champion Yodeler of Iowa erringen.
Eine Ursache für die erfolgreiche Inkorporation des Jodelns in das Genre war auch, dass es zum Image des Cowboys als großspurigem Draufgänger mit „whoops and hollers“ passte. Das Jodeln wurde nicht nur ein Ersatz für den „cowboy yell“, sondern ein Korrelat für die vermeintlich typischen Charakterzüge des Cowboys, z. B. Sorglosigkeit, Tapferkeit, Wildheit etc.
Seit Gene Autrys Erfolgen zogen die jodelnden Cowboys auch in die Kinos ein. Tumbling Tumbleweeds (1935), Autrys erster Film als Hauptdarsteller, beginnt mit einer Szene, in der er auf seiner Gitarre spielt und dazu Yodeling My Troubles Away singt. Bereits zuvor hatte er in zwei Folgen des Serials The Phantom Empire gejodelt. Das Phänomen schlug sich auch in Filmtiteln wie Autrys Yodelin' Kid from Pine Ridge (1937) nieder, obwohl kurioserweise ausgerechnet in diesem Film kaum gejodelt wird. In The Old Corral (1936) rollen Autry und Roy Rogers nach einem Kampf einen Abgrund hinunter. Da sie später gemeinsam auftreten wollten, fragt Autry besorgt, ob Rogers noch singen könne. Als Antwort lässt dieser einen herzhaften Jodler hören. In Tex Ritters’ Riding The Cherokee Trail (1941), der im historischen Westen angesiedelt ist, spielt der Schurke des Films Ritter eine Opern-Aufnahme vor und kommentiert, dies sei gute Musik, nicht „that squeaky yodeling these cowboys call music.“ Bereits zu Beginn des Films hatte eine Cowby-Band auf einer Veranda gejodelt. Auf diese Weise wurde nach und nach die Verbindung zwischen Cowboys und Jodlern gefestigt, so dass der Eindruck entstand, der Cowboy als solcher sei ein „native yodeler“ gewesen. Dies, so wird bemängelt, habe auch die Forschung hinsichtlich der Frage beeinträchtigt, ob die echten Cowboys gejodelt haben. Sie sei meist im Lichte der späteren Popularität gesehen worden, die möglicherweise die wenigen vorliegenden Daten „kontaminiert“ habe. Letztendlich habe dies zu einem Missverständnis geführt: „One of the great misconceptions that the singing cowboy brought to the Western mythology, was that yodeling and being a cowpoke go hand in hand.“
Die dritte Generation der Western Music legte weniger Wert auf das Jodeln, erst das erneute Interesse an der Blütezeit des Genres verhalf auch dem Jodeln wieder zu seinem alten Glanz. Im Gegensatz dazu spielt es in der modernen Country-Musik kaum noch eine Rolle, als Ausnahme ist etwa der texanische Traditionalist Don Walser zu nennen, der oft auf bekannte Jodel-Klassiker zurückgriff. Auch Garth Brooks hat seiner Version der oft gecoverten Cowboy-Ballade Night Rider’s Lament (1992) einen gefühlvollen Jodler hinzugefügt.

### Stilfragen: Yodel The Cowboy Way
Im Zuge seiner Entwicklung zum Markenzeichen des Cowboys hat sich der Jodelstil stark verändert. Während der Anfänge im Vaudeville war er noch stark von den alpenländischen Originalen geprägt gewesen. George P. Watson, einer der Pioniere des amerikanischen Jodelns, nahm zahlreiche deutschsprachige Lieder auf und orientierte sich an ihrem Stil.
Jimmie Rodgers behielt auch in seinen Cowboy-Songs weitgehend seinen üblichen Stil bei, seine Jodeltechnik unterscheidet sich nicht wesentlich von seinen Blues-Titeln. Als Patt Patterson, den Art Satherly 1930 zum neuen Star aufbauen wollte, mit seinen Champion Rep Riders u. a. das traditionelle The Wandering Cowboy mit Jodlern aufnahm, erinnerte sein Stil dabei noch an Jimmie Rodgers. Cowboy Yodel (1929), Gene Autrys einziger Cowboy-Titel vor 1933, ist stilistisch ein Blue Yodel, ein Lobgesang auf ein sorgenfreies Leben, das außer dem Titel und der ersten Zeile „I’m just a yodeling cowboy …“ keine spezifischen Bezüge zum Thema aufweist. In Autrys Aufnahme von Billy Hills The Last Round-Up (Oktober 1933) ist zwar der spätere Cowboy-Crooner im Stil von Bing Crosby schon deutlich zu erkennen, die kurzen Jodler zu Anfang und in der Mitte weisen jedoch noch eine große Ähnlichkeit mit den Blue Yodels auf. Ähnliches gilt für die vielen Rodgers-Imitatoren, die ebenfalls Cowboy-Nummern in ihr Repertoire aufnahmen, etwa Cliff Carlisle oder Jimmie Davis. Ihre Beiträge zu diesem Thema waren entweder Coverversionen von Rodgers’ Cowboy-Titeln oder sehr eng an seinem Stil orientierte Eigenproduktionen. Diese Jodler haben meist ein einfaches Schema, das leicht nachgeahmt werden kann.
Demgegenüber sind die Jodler der Cowboys melodischer und ausgefeilter und erinnern wieder stärker an die alpenländischen Vorbilder, sowohl in der technischen Ausführung der Jodler als auch inhaltlich. Allerdings geben viele große Stars der Western Music Jimmie Rodgers als ein Vorbild an, des auf ihre Karriere Einfluss hatte, etwa Roy Rogers: „Jimmie Rodgers had some impact on my decision to make yodeling a strong part of my singing. By taking these yodels, changing the rhythm and breaks, I created a style all of my own; we [Sons of the Pioneers] may have been the first to do trio yodeling.“ Auch Patsy Montana hatte das Jodeln als Kind von Rodgers Aufnahmen gelernt und ihre Karriere begann mit dem Sieg bei einem Gesangswettbewerb, bei dem sie Rodgers’ Whisper Your Mother’s Name und Yodeling Cowboy sang.
Roy Rogers’ erste Aufnahme mit Jodlern war wahrscheinlich The Swiss Yodel, das er 1934 gemeinsam mit den Sons of the Pioneers für Jerry Kings Standard Radio Transcriptions eingespielt hatte, einen Plattenservice für Radiostationen. Vom Inhalt her ein Liebeslied mit Schweizer Romantik, beginnt es sehr verhalten, schlägt dann aber plötzlich und unvermittelt in einen komplexen Jodler um. Auch andere frühe Aufnahmen der Pioneers sind zu Wendepunkten des Jodelns geworden. Beispielsweise enthielt ihr Repertoire für ihre ersten Radioauftritte drei von Jimmie Rodgers Jodelliedern, My Little Lady, T For Texas und Yodeling Cowboy, allerdings unterschied sich ihr Stil merklich von Rodgers’ Versionen, mit stärkerer Betonung der Fiddle und jazziger Gitarre. Insbesondere My Little Lady wurde deutlich schneller gespielt und entwickelte sich schon früh als Vorführstück für Rogers’ Jodelkünste. Mit ihrem ersten größeren Erfolg Way Out West führten sie außerdem das dreistimmige Jodeln ein.
An My Little Lady, teilweise auch unter dem Titel Hadie Brown veröffentlicht, lässt sich auch gut der Wandel des Jodelns und der Wahrnehmung der Western Music erkennen. Obwohl es inhaltlich keinerlei Cowboy-orientierte Bezüge aufweist, hat es sich allgemein als Western Song etabliert. Und während Jimmie Rodgers sich noch darauf beschränkt hatte, die Endungen bei „Hady-ee, my little lady-ee“ im Falsett in die Länge zu ziehen, entwickelte es sich im Laufe der Zeit zum „Standard Test für athletische Jodler mit Interesse an Rodgers’s Songs.“ Neben Roy Rogers wurde es von etwa Elton Britt oder Grandpa Jones gecovert. Für manche ist Hadie Brown Rogers’ beeindruckendste Jodeldarbietung.
Im Laufe der Zeit veränderten sich die Jodellieder sowohl stilistisch als auch inhaltlich. So wurde zum einen die Jodeltechnik immer weiter verändert, wobei gesteigerter Wert auf Schnelligkeit und rasche Vokalwechsel gelegt wurde. Zudem wurden durch Zungenbewegungen mehr konsonantische Laute erzeugt. Dies – so wurde bemängelt – ginge teilweise zu Lasten der Genauigkeit der Ausführung. Zum anderen vermischten sich alpenländische – namentlich Schweizer – Klischees mit der Cowboy-Romantik, ein Zeichen für die „Elastizität des Westermythos.“, Einer der ersten, der den „Hillbilly Yodel Song“ wieder mit seiner „ursprünglichen Quelle verknüpfte“, war Wilf Carter. Sein Debüt My Swiss Moonlight Lullaby, das er 1933 kurz nach Jimmie Rodgers’ Tod für Victor machte, war mit seiner Gitarrenbegleitung den zeitgenössischen Hillbilly-Songs stilistisch nicht unähnlich, die darin enthaltenen Jodler unterschieden sich jedoch grundlegend von den bisher gehörten, waren sie doch wesentlich komplexer und ausgefallener. Gleiches gilt für Chime Bells (1934), Elton Britts ersten großen Erfolg. Am Klavier begleitet von Bob Miller, dem Komponisten, und in einem 6/8-Takt gehalten, thematisiert es Bergseen und Glockengeläut und hat nichts mit Western oder auch nur Country zu tun, sondern erzeugt ein „eigenartiges europäisches Feeling“ Hauptsächlich jedoch dient es als Vorführstück für Britts Jodelkünste, die als „pyrotechnisch“ beschrieben werden. Ein weiterer Vertreter dieses Jodelstils nach Art von Wilf Carter oder Patsy Montana, den Bill C. Malone einen „sophisticated, Swiss style“ nennt war Slim Clark, dem ein „machinegun yodeling“ attestiert wird und Titel wie I Miss My Swiss (And My Swiss Miss Misses Me) sang.
Den überwiegenden Anteil bildeten jedoch weiterhin Lieder, die sich inhaltlich ausschließlich mit dem Cowboy oder dem amerikanischen Westen beschäftigten, angereichert mit Jodlern in unterschiedlichen Stilen, sei es eher bluesig oder eher alpin.
Daneben gibt es aber auch viele langsame Jodler, wie etwa das verhaltene Lo-oo-dee, das die Sons of the Pioneers in einige Aufnahmen von Home on the Range eingebaut haben. Diese Art des Jodelns wird oft auch eingesetzt, um bestimmte Assoziationen auszudrücken, die oft mit dem Cowboy verbunden werden. Dies gilt etwa für Stan Jones’ Cowpoke, ein oft gecovertes Stück aus der Nachkriegszeit, das einen „sorgenfreien“ Jodler bzw. Falsettgesang enthält, der die Grundstimmung des Songs widerspiegelt: „I’m a carefree range rider, a driftin’ cowpoke“. Dementsprechend ist die von Eddy Arnold 1955 eingespielte Pop-Version des Cattle Call, von Hugo Winterhalter mit Orchesterbegleitung und Waldhorn arrangiert, dafür kritisiert worden, sie verwässere die Botschaft des Songs, die darin bestehe, die Einsamkeit des offenen Weidelands zu vermitteln.
Eine der ersten Aufnahmen der Pioneers für ARC war Cowboy Night Herd Song (1937). Rogers singt hier langsame Jodler zwischen den einzelnen Strophen, die ein Gefühl der Nostalgie und Authentizität hervorrufen. 1991 wurden Riders in the Sky für The Line Rider von der Cowboy Hall of Fame mit dem Western Heritage Award ausgezeichnet. Es enthält einen traurigen, dreistimmig-versetzten Jodler, der die schwermütige Stimmung des Songs verstärkt, der laut Komponist Douglas B. Green sowohl die Einsamkeit und Ermüdung des Line Riders, als auch die innere Stärke ausdrücken soll, die er immer wieder aufbringt, um sein Tagwerk zu erledigen. Die Girls of the Golden West bevorzugten oft einen weicheren, geradezu ans Crooning erinnernden Jodelstil, wie etwa in ihrem bekanntesten Stück Will There Be Yodelers In Heaven? (1934). Damit „beschworen“ sie einen mystischen vergangenen Westen, frei von der Bürde des Alltags während der Wirtschaftskrise.
Daneben wurde auch immer wieder ein dem Jodeln verwandtes Stilmittel eingesetzt, das kurze Brechen der Stimme innerhalb eines Wortes oder Lauts, meist am Anfang oder Ende einer Silbe. Dieses „voice break singing“, auch als „yodeled grace note“ bezeichnet, soll Ausgelassenheit und Überschwang ausdrücken und findet sich neben Wilf Carter oder Patsy Montana vor allem bei Tex Ritter. Ein Beispiel hierfür ist Ritters Version von A-Ridin’ Old Paint, bei der er einzelne Worte mit kurzen Ausbrüchen ins Falsett verziert. Diese Technik hatte er schon in seinem ersten Film Song of the Gringo bei dem alten Folksong Sam Hall eingesetzt. Ein weiteres Beispiel hierfür ist Wilf Carters Little old log shack I always call my home (1934), wo er im Refrain die Wortendungen jodelt.

## Verhältnis zur Country-Musik
Strenggenommen handelt es sich bei Country- und Western Music um zwei verschiedene Musikrichtungen, die sich zunächst unabhängig voneinander entwickelt haben. Die sich daraus ergebenden Unterschiede sind auch heute noch wahrnehmbar. Zu nennen sind neben Thematik und Instrumentierung vor allem auch die öffentliche Wahrnehmung.
In der Hillbilly- bzw. Country-Musik wurden schon seit jeher oft gestörte Beziehungen und Familien oder der Ehebruch thematisiert, erste Beispiele finden sich schon in Jimmie Rodgers’ erstem Hit T for Texas: „I’m gonna shoot poor Thelma, just to see her jump and fall“. Derartige Themen hat die Western Music ausgeklammert und stattdessen ein familienfreundlicheres Image gepflegt. Weniger augenfällig sind die Unterschiede in der Instrumentierung, neben den gängigen Instrumenten spielt jedoch das Akkordeon eine größere Rolle. Ein Beispiel ist Gene Autrys Back in the Saddle Again in der Version mit einem Akkordeon-Solo von Smiley Burnette.
Von besonderer Bedeutung ist die eigene und öffentliche Wahrnehmung der Protagonisten. Während im Hillbilly oft der Hobo besungen wurde und schon im Begriff Hillbilly eine gewisse abwertende Tendenz mitschwingt, hat der Cowboy ein positiveres Image. Schon Owen Wister hat in seinem 1895 erschienenen Essay „The Evolution of the Cow-Puncher“ eine direkte Linie von den angelsächsischen Rittern zu den amerikanischen Cowboys gezogen, eine Tendenz, die sich bis heute fortgesetzt hat, wie Zeitschriften wie das American Cowboy Magazine zeigen. So haben sich Künstler aus dem Bereich Western Music schon früh von ihren ungeliebten Verwandten abgegrenzt.
Von Bob Wills, dem Pionier des Western Swing, ist überliefert, dass er es hasste, wenn man seine Musik als „Country“ oder gar „Hillbilly“ bezeichnet hat; er bevorzugte die Bezeichnung „Western Dance Music“. Das Gleiche gilt für den Songwriter Billy Hill, dessen Kompositionen das Genre entscheidend geprägt haben. Zitat seiner Tochter Lee DeDette Hill Taylor: „(He) just didn’t want to be connected with hillbilly music. He wrote genuine western and the comparison rankled him.“ Auch zeitgenössischen Vertretern wie Riders in the Sky liegt diese Unterscheidung am Herzen, die sich auch bei Kritikern wiederfindet: „This is not country music but rather western – aside from the spare string band-type instrumentation (guitar, fiddle, bass, accordion), this style has little in common with country.“
Das 1970 erschienene Album The Country Side of Roy Rogers zeigt, dass sich auch die Protagonisten der Szene dieser Unterscheidung bewusst waren. In die gleiche Richtung weist auch ein Dialog aus dem Film Blues Brothers: Vor ihrem Auftritt in Bob’s Country Bunker fragt Elwood die Frau hinter der Theke: “Excuse me Ma’am, what kind of music do y’all have here?” Antwort: “Both kinds, Country and Western!”
Trotzdem wird die Western Music allgemein als Country-Unterkategorie betrachtet. Dies lässt sich auch daran erkennen, dass sämtliche einschlägigen Werke über die Country-Musik den „Singing Cowboys“ mehr oder weniger ausführliche Kapitel widmen. Hintergrund für diese allgemeine Wahrnehmung ist neben den gängigen Klischees nicht zuletzt die in der Vergangenheit vom amerikanischen Billboard-Magazin verwendete Bezeichnung Country & Western, die impliziert, dass es sich hierbei um ein einheitliches Genre handelt. Wie ein Blick in die Geschichte der Billboard-Charts zeigt, handelt es sich dabei jedoch um eine gattungsübergreifende Bezeichnung. Im Dezember 1949 tauchte der Begriff Country & Western erstmals in dem Titel „Country & Western Records Most Played By Folk Disk Jockeys“ auf. Der Begriff wurde 1962 aufgegeben; die Charts heißen heute Hot Country Songs.
Bei allen Unterschieden hat es seit den Anfängen immer wieder Überschneidungen gegeben, und beide Genres sind auf eine mehr oder weniger identische Zielgruppe ausgerichtet. Im Grunde genommen handelt es sich um eine akademische Frage, mit der sich das Publikum wenig auseinandersetzt: „Although the purist considers western music a discrete style, it continues to be firmly identified and confused with country music.“

## On the air
Von den meisten Country-Sendern in den USA werden Interpreten aus dem Bereich Western seit Jahrzehnten ignoriert. Es gibt jedoch einige wenige Ausnahmen, die von der WMA seit 2005 mit eigenen Awards für Radio-Stationen und DJs ausgezeichnet wurden. Seit 2010 wird nur noch ein kombinierter DJ-Award vergeben. Ein Beispiel hierfür ist die im selben jahr ausgezeichnete Sendung Western Music Time, moderiert von O.J. Sikes, einem Experten auf dem Gebiet der Western Music, der auch schon Artikel für den Western Music Advocate verfasst hat. Das Programm läuft wöchentlich auf dem gemeinnützigen Sender KKRN 88.5 FM und bietet hauptsächlich Musik aus der „Goldenen Ära“, daneben aber auch zeitgenössische Interpreten.